# Hemmaberg
Koordinaten: 46° 33′ 12″ N, 14° 40′ 2″ O

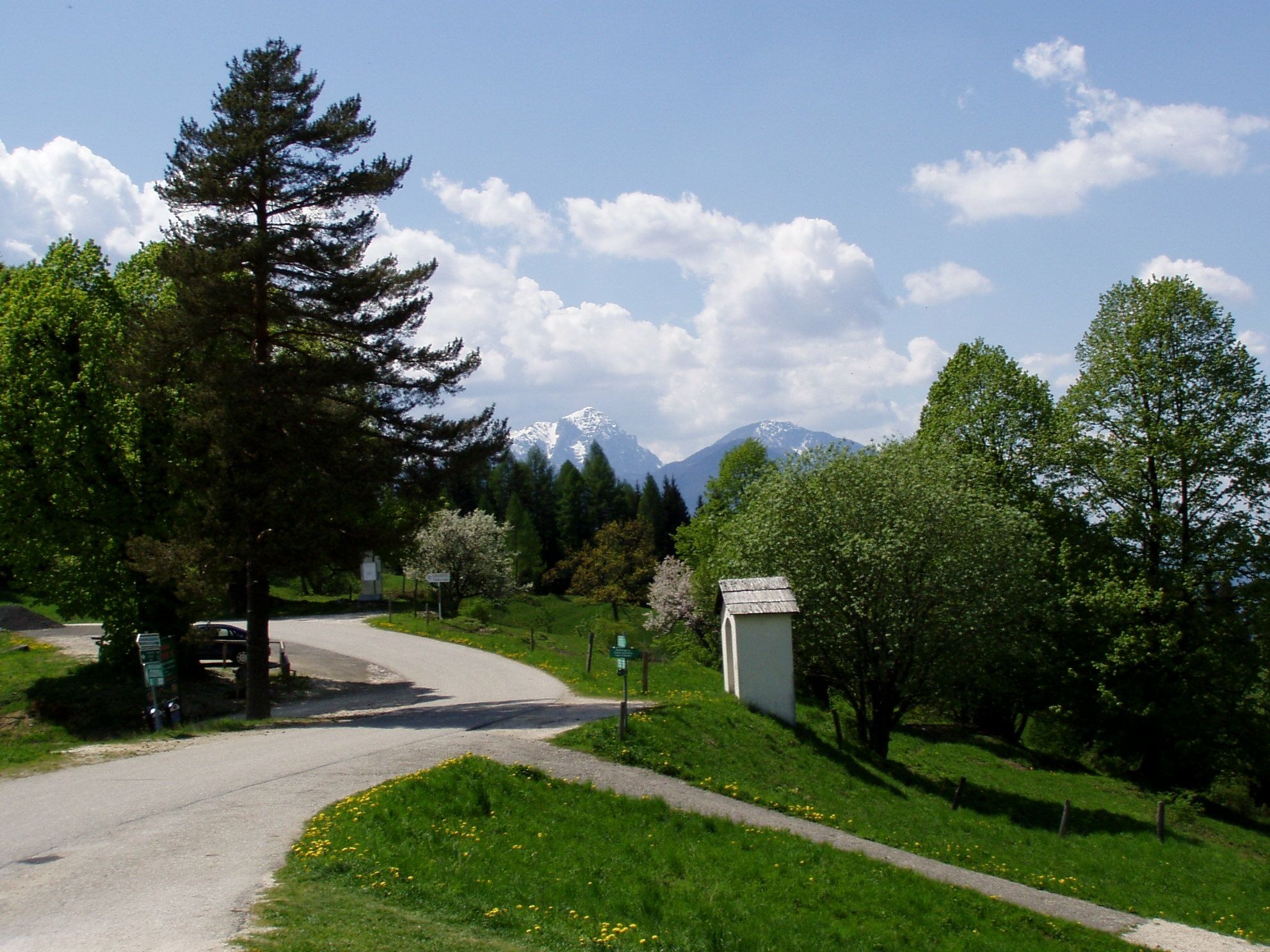
Blick vom Hemmaberg nach Westen. Hinter der Baumgruppe links das spätantike Gräberfeld.

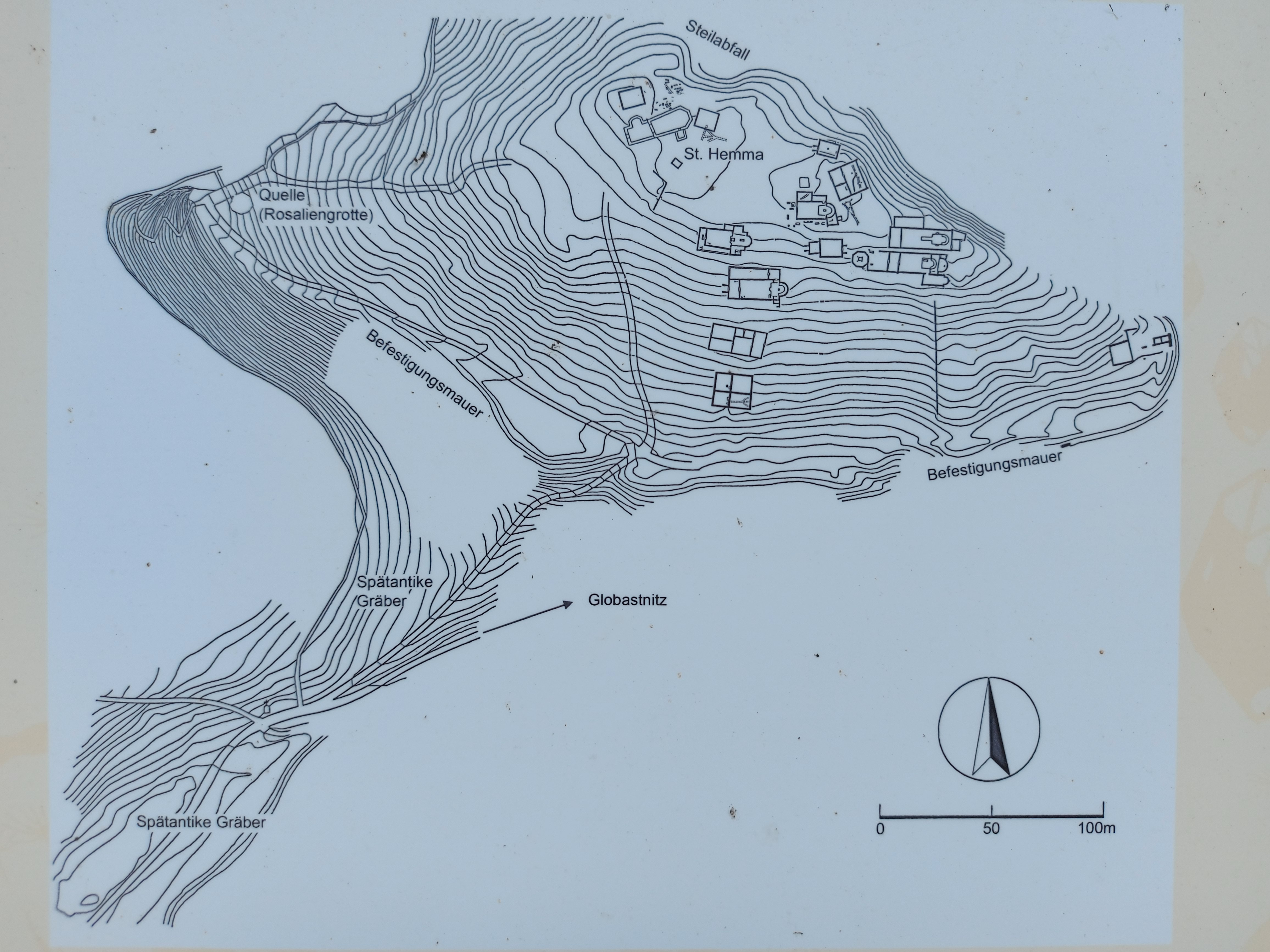
Übersicht Hemmaberg

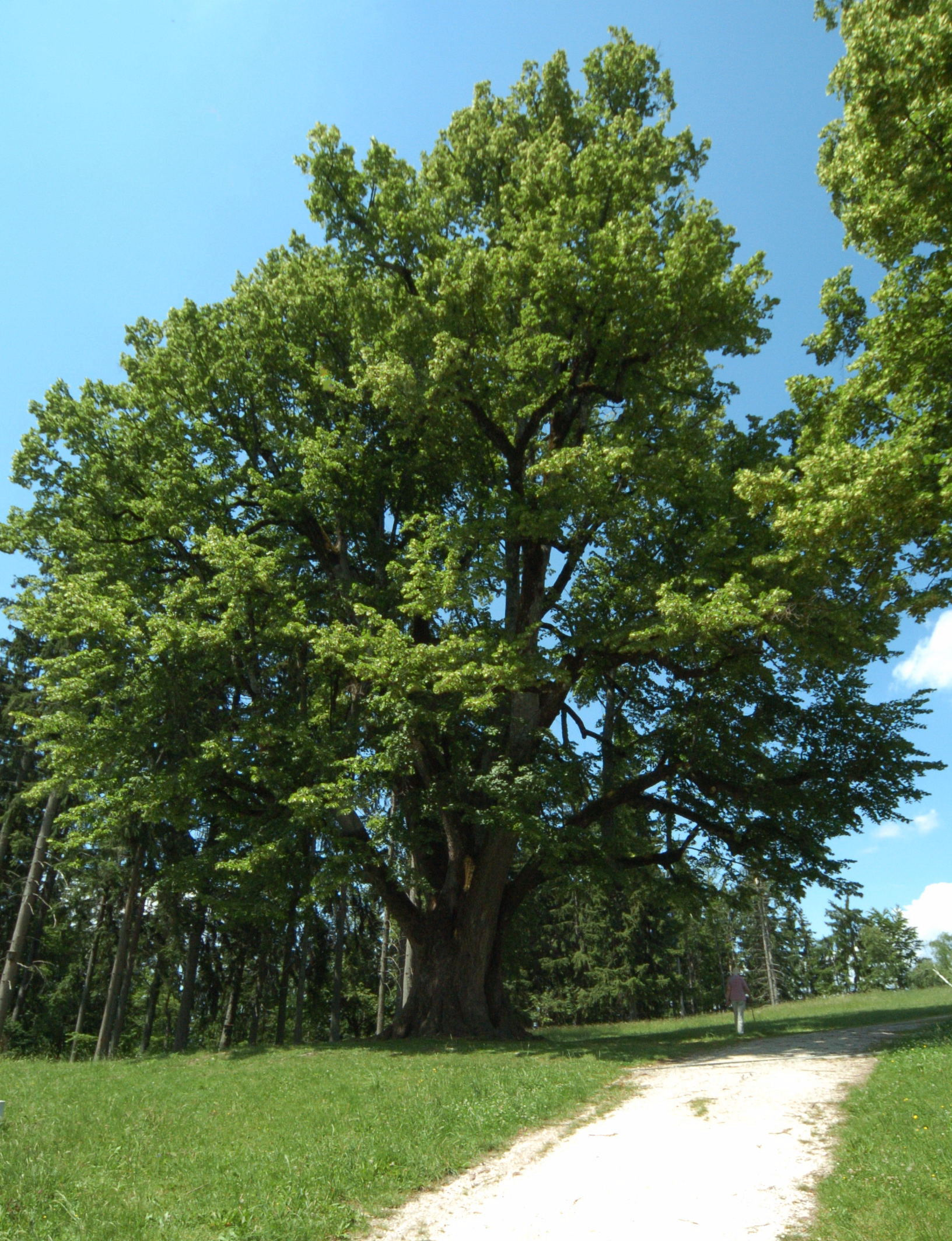
Naturdenkmal Linde

Der Hemmaberg (slowenisch: Gora svete Heme) ist ein 842 m ü. A. hoher Berg im Vorfeld der Karawanken und liegt westlich der Ortschaft Globasnitz im Süden Kärntens. Auf dem Gipfelplateau befand sich zumindest seit römischer Zeit ein keltisches Heiligtum. In spätantiker Zeit gab es hier eine Höhensiedlung mit einer älteren Kirche und zwei gleichzeitig Anfang des 6. Jahrhunderts erbauten Doppelkirchen. Die Siedlung ging um 600 zugrunde. Im Mittelalter wurde auf dem Gipfel eine Wallfahrtskirche erbaut, in der Rosaliengrotte wird seit dem Barock die Pestheilige Rosalia verehrt. Der Name bezieht sich auf Hemma von Gurk. Die Funde aus den archäologischen Grabungen sind im Archäologischen Pilgermuseum Globasnitz ausgestellt.

## Naturkundliches
Der Hemmaberg ist Teil des Karawankenvorlandes und befindet sich am Südrand des Jauntales, 5,4 Kilometer westlich von Globasnitz. Gebildet wurde dieses nach der Hebung der Karawanken und der damit einsetzenden Erosion im Tertiär vor 12 bis 14 Millionen Jahren. Dadurch entstanden Konglomerate aus dem Kalk-Geröll, die hier als Bärentalkonglomerat bezeichnet werden. Die Geologische Karte der Republik Österreich 1:50.000 weist das Gebiet als Tertiär aus. An der Nordseite fällt der Hemmaberg steil ab, wodurch er in der Antike nur auf drei Seiten befestigt werden musste. In der Rosaliengrotte befindet sich eine Quelle. Die Vegetation besteht großteils aus Fichtenwald, teilweise mit Laubholzeinsprengungen. Im Bereich der Rosaliengrotte und der Ausgrabungen am Plateau befinden sich Wiesen. Als potentielle natürliche Vegetation wird ein Finger-Zahnwurz-Tannen-Buchenwald angegeben. Der Name des Anwesens am Südhang des Hemmabergs, Gradischnigg, bezieht sich auf die Ruinen am Gipfel, die als Burg (slowenisch grad) interpretiert wurden (vgl. auch Grazerkogel).

## Geschichte

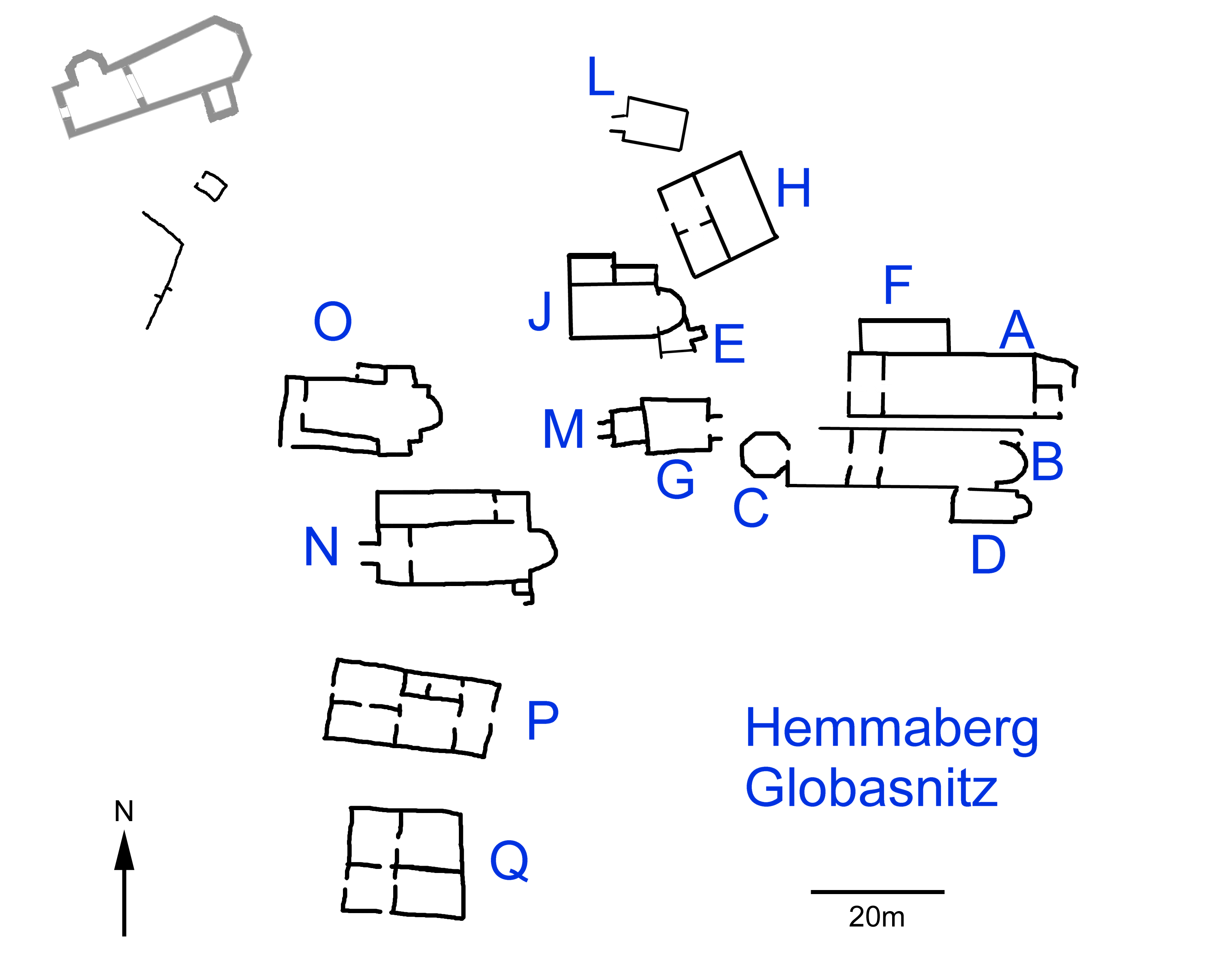
Lageplan der Gebäude am Plateau. grau = Kirche hl. Hemma und Dorothea. A,B östliche Doppelkirche mit Baptisterium C und Grabkapelle D; N, O westliche Doppelkirche; J ältere Kirche mit Grabraum E; H Pilgerhaus, G Gebäude mit Anbau M; L, Q, P weitere Gebäude.

Die ersten Siedlungsspuren auf dem Hemmaberg werden in die Zeit zwischen 1500 und 1250 v. Chr. datiert. Aus römischer Zeit ist durch eine Inschrift die Verehrung einer nur hier erwähnten Gottheit Iovenat (oder Iouenat) bekannt. Die Inschrift lautet: Iouenat / Aug(usto) / Attia Ing[e]/nua v(otum) s(olvit). (Dem Iouenat Augustus hat Attia Ingenua das Gelübde eingelöst.) Augustus ist ein häufiges Attribut in Inschriften für einheimische Gottheiten. Von dieser Gottheit leitet sich der Name der römischen Siedlung im Tal, Iuenna (auf dem Gebiet des heutigen Globasnitz) ab, sowie in der Folge der mittelalterliche Name des Berges Iunberch oder Jaunberg und schließlich der des ganzen Jauntals. Bei Iovenat handelt es sich mit ziemlicher Sicherheit um eine vorrömische Gottheit, wurde im Fundmaterial doch Keramik aus der Spätlatènezeit und der frühen Kaiserzeit gefunden. Dies spricht für eine kontinuierliche Besiedlung vor und nach der römischen Okkupation Noricums. Nach der Gründung von Iuenna am Talboden wurde die Bergsiedlung wohl aufgegeben.
Die spätantike Siedlung entstand um 400 n. Chr., als die Bewohner von Iuenna, wie in Noricum um diese Zeit weit verbreitet, die ungeschützte Siedlung in der Ebene verließen und sich in geschützte Höhenlagen zurückzogen. Östlich vom alten Heiligtum des Iovenat entstand die erste Kirche.
Rund um die Bergkuppe wurde eine Befestigung angelegt: ein Wall aus Erde, Steinen und Bauschutt, kein Mauerwerk. Entlang des Anfahrtsweges, der heute noch gleich verläuft, befindet sich das Gräberfeld mit Gräbern aus dem 5. und 6. Jahrhundert. Das ostgotenzeitliche Gräberfeld mit 422 Gräbern, das von 493 bis 536 belegt wurde und an der römischen Straßenstation Iuenna lag, ist vollständig ausgegraben.

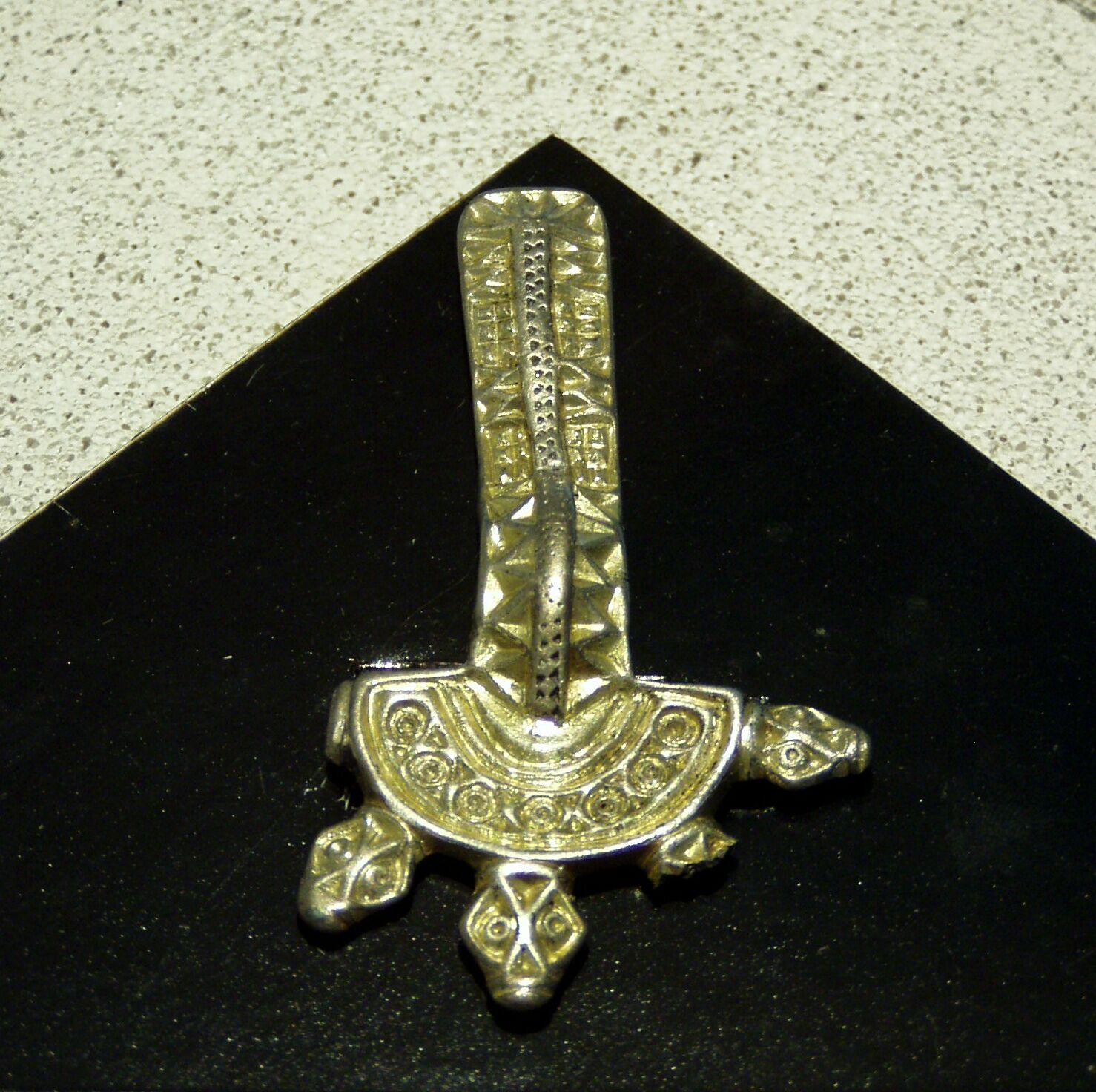
Alamannische Bügelfibel, datiert 490/520.

Etwa 500/510 wurden etwa gleichzeitig zwei Doppelkirchenanlagen erbaut. Die Anzahl und Größe der Kirchen, die beiden Gemeindekirchen fassten etwa je 300 Personen, lassen den Ausgräber, Franz Glaser, vermuten, dass es sich beim Hemmaberg um ein frühchristliches Pilgerzentrum handelt. Die westliche Doppelkirche weist er den Arianern der Ostgotenzeit zu, die östliche den Katholiken. Zwischen 493 und 536/537, also zum Zeitpunkt der Erbauung, war Binnennoricum Teil des Ostgotenreichs. Die prächtige Ausstattung der Kirchen könnte somit auch einer gewissen Rivalität zwischen den beiden Religionen entsprungen sein. Die arianische Doppelkirche wurde nach dem Ende der Ostgotenzeit profan genutzt. Eine andere Meinung vertritt Bierbrauer, der die Kirchen unterschiedlichen politischen Einheiten im weiteren Umfeld des Bergs zuordnet.
Aschenreste über den Mosaiken sowie zerschmolzene Fensterscheibenstücke zeigen, dass die Siedlung durch Brand um 600 n. Chr., wohl im Zuge der slawischen Landnahme, zugrunde ging.
Zwischen 1498 und 1519 wurde die Kirche der hl. Hemma und Dorothea zum Teil mit Material von den Kirchenruinen erbaut. Spätestens seit dem 17. Jahrhundert sind Wallfahrten und die Verehrung der hl. Rosalia in der Rosaliengrotte belegt. Etwa seit dieser Zeit ist auch der Name Hemmaberg für den zuvor Iunberg genannten Berg überliefert.
1887 berichtete K. Hauser von altem Mauerwerk und von Funden auf dem Hemmaberg. Die wissenschaftliche Erforschung begann jedoch erst 1906, als die bis 1914 andauernden Ausgrabungen, besonders durch den Notar H. Winkler, der östlichen Doppelkirche stattfanden, die 1916 von Rudolf Egger publiziert wurden. Seit 1978 leitet Franz Glaser vom Kärntner Landesmuseum die Ausgrabungen.
Seit 2002 befindet sich auf dem Hemmaberg ein Meditationspfad „ad fontes“. Die Ausgrabungen sind als Freilichtmuseum öffentlich zugänglich, die Mosaike befinden sich im Museum in Globasnitz. Die Fundamente wurden konserviert, die ursprünglichen Böden werden durch weißen Marmorkies für Mosaike und durch roten Kalksteinsplitt für den roten Ziegelsplittestrich angedeutet. Graugrüne Bruchsteinplatten zeigen die Lage der Gräber an, sofern die originalen Grabplatten nicht erhalten sind.
Am dritten Sonntag im September findet der Rosalienkirchtag auf dem Hemmaberg statt. An diesem Tag werden hl. Messen nicht nur in der Wallfahrtskirche, sondern auch in der Gemeindekirche der östlichen Doppelkirche zelebriert.

## Ausgrabungen

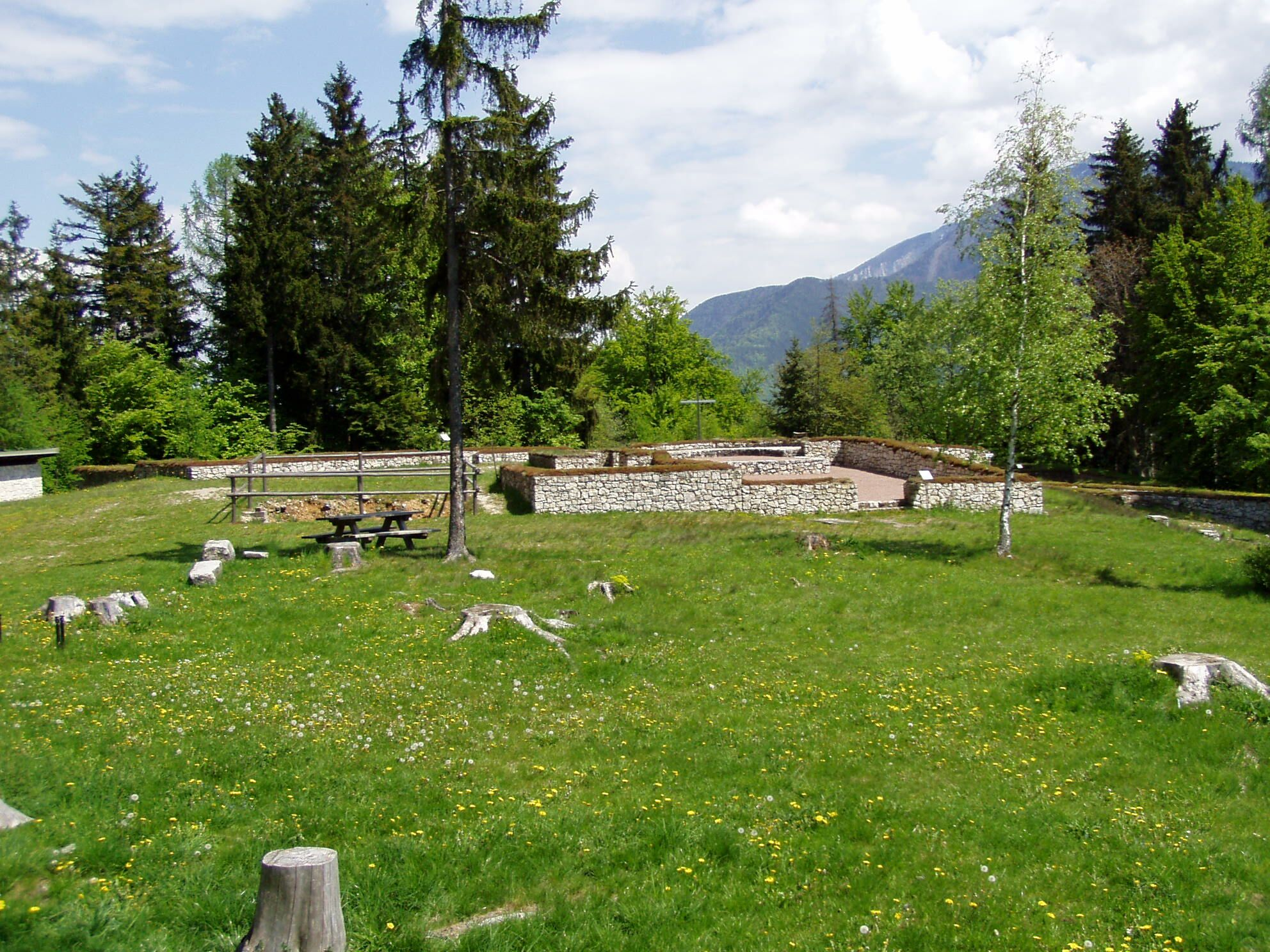
Die erste Kirche, Beginn 5. Jh.

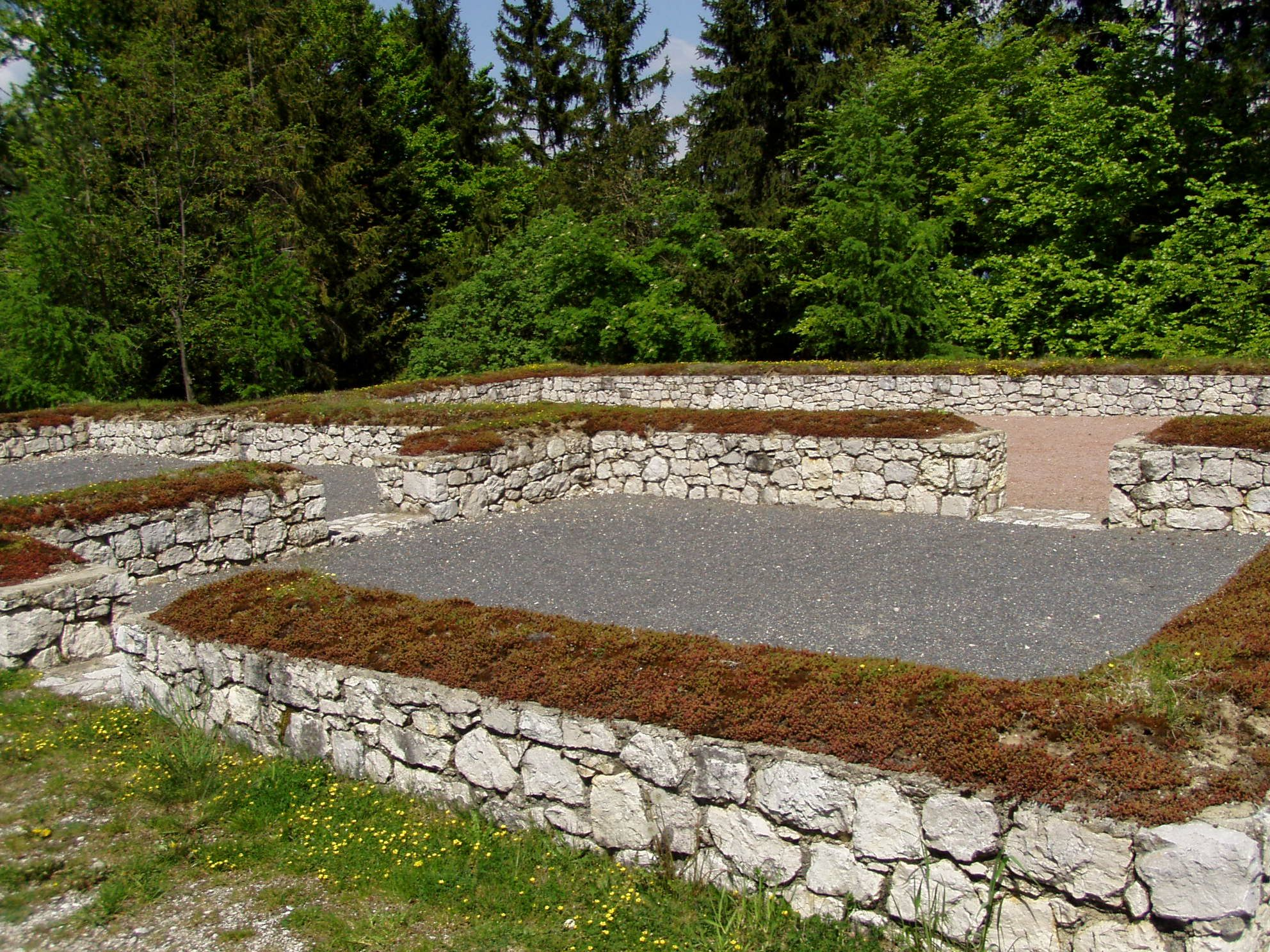
Pilgerhaus (Gebäude H)

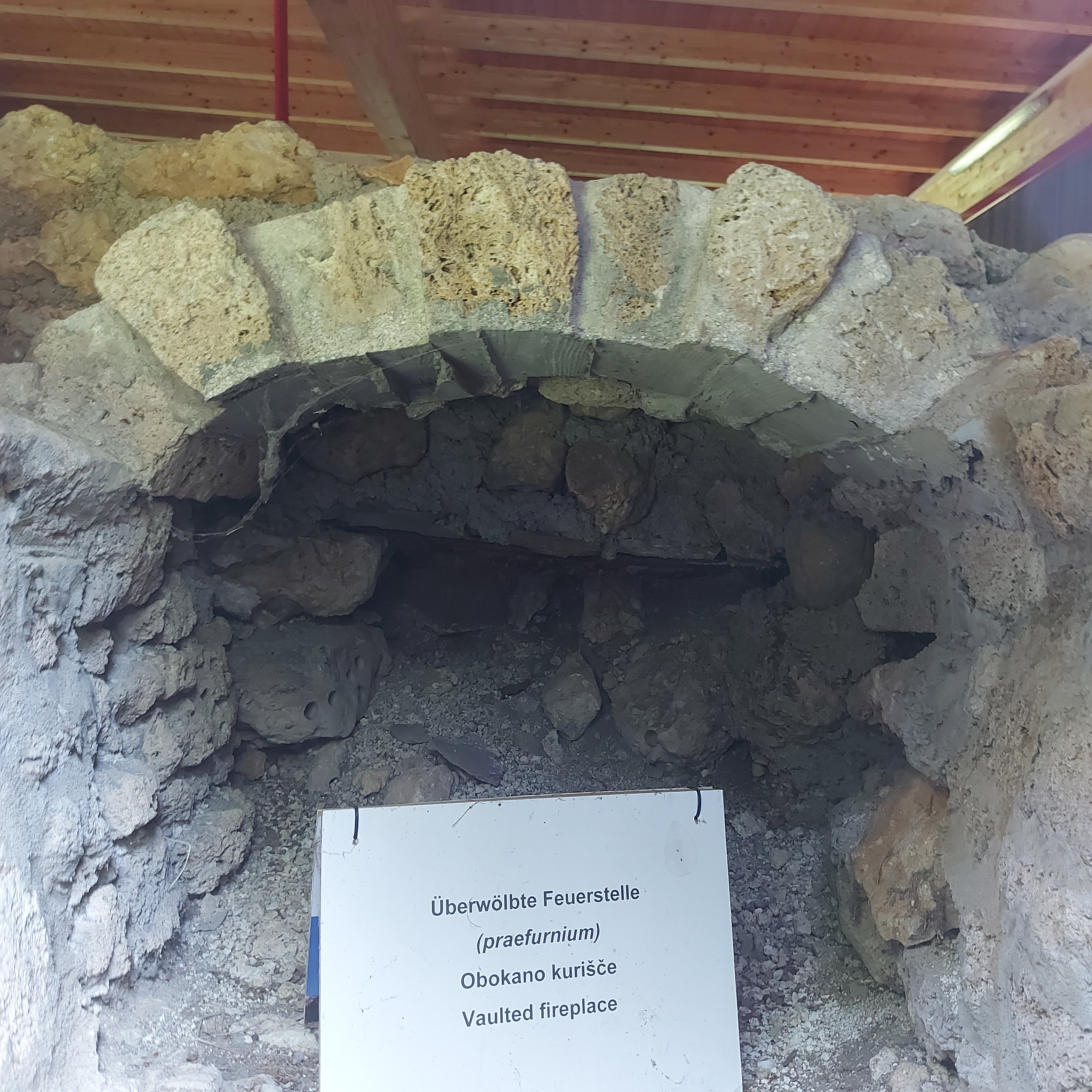
Feuerstelle im Pilgerhaus (Gebäude Q)

Die erste Kirche wurde am Beginn des 5. Jahrhunderts errichtet und ist eine Apsidenkirche. Sie ist schlecht erhalten, weshalb sie einige Zeit für eine Kapelle gehalten wurde. Sie ist 15,8 × etwa 7 Meter groß. In der Apsis befand sich eine Priesterbank. Das Presbyterium ist erhöht, an der Stelle des Altars befindet sich eine Reliquiengrube. An der Nordseite der Kirche war eine Sakristei und ein weiterer beheizbarer Raum unbekannter Funktion angebaut. An der Südseite der Kirche befinden sich einige Gräber, für ein Grab wurde an die Apsis sogar ein eigener Raum angebaut. Der übrigen Süd- und der Westseite waren wahrscheinlich hölzerne Hallen vorgelagert. Die Gräber werden Priestern und Kirchenstiftern zugerechnet, die das Privileg hatten, nahe dem Märtyrergrab bestatten zu werden. Nördlich der Kirche befindet sich eine in den Felsen eingetiefte und mit Lehm ausgeschlagene Zisterne.
Im Umkreis der Kirche gibt es mehrere als Pilgerhäuser gedeutete Steinhäuser von bis zu 244 m² Grundfläche, in denen teilweise Küchen und bodengeheizte Speisesäle identifizierbar sind. Einräumige Steinbauten werden als Unterkünfte des Personals gesehen, die das Pilgerheiligtum betreuten. Unterteilungen durch Holzwände sind wahrscheinlich, aber nicht fassbar. Beide Arten von Häusern besaßen, soweit nachweisbar, Walmdächer und einen Vorbau als Windfang. Des Weiteren gibt es Spuren von etlichen hölzernen Bauten, die als Wohnbauten der Bevölkerung angesprochen werden. In einem Gebäude wurden zahlreiche Scherben von Vorratsgefäßen und Amphoren sowie eine Eisenwaage gefunden. Daher wird der Bau als Vorratsgebäude für die Naturalopferspenden interpretiert, die Waage diente dazu, die Spenden an die Bedürftigen zu verteilen.

### Östliche Doppelkirche
Die östliche Doppelkirchenanlage entstand wie die westliche etwa 500/510. Um auf dem abfallenden Gelände bauen zu können, mussten rund 200 Kubikmeter Erdmaterial aufgeschüttet werden. Die Kirchenbauten sind geostet und liegen auf drei Ebenen: auf dem obersten Plateau steht die Gemeindekirche, nach Süden folgen die Memorialkirche mit dem Baptisterium und die Grabkapelle.

#### Gemeindekirche

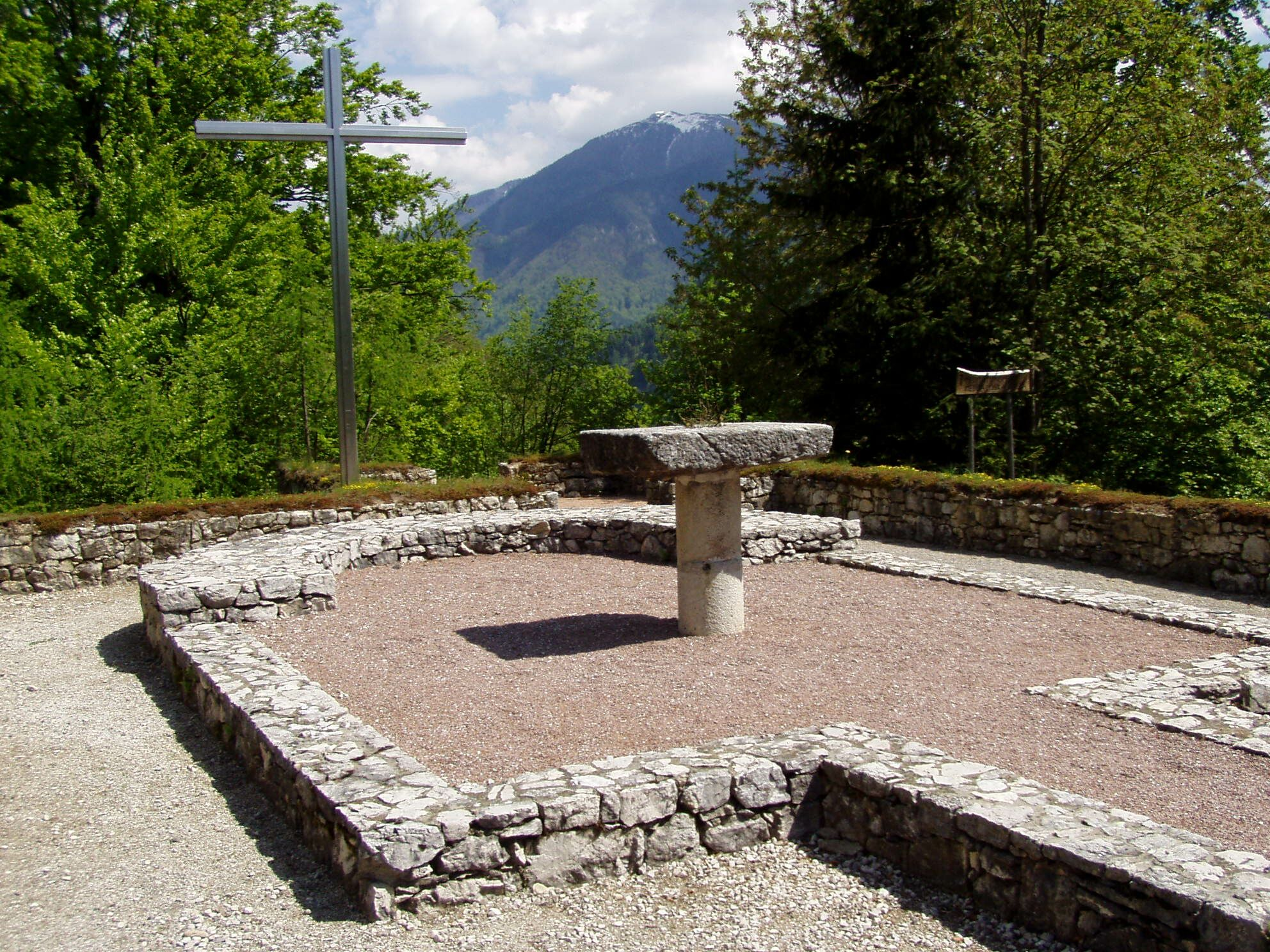
Gemeindekirche, Presbyterium

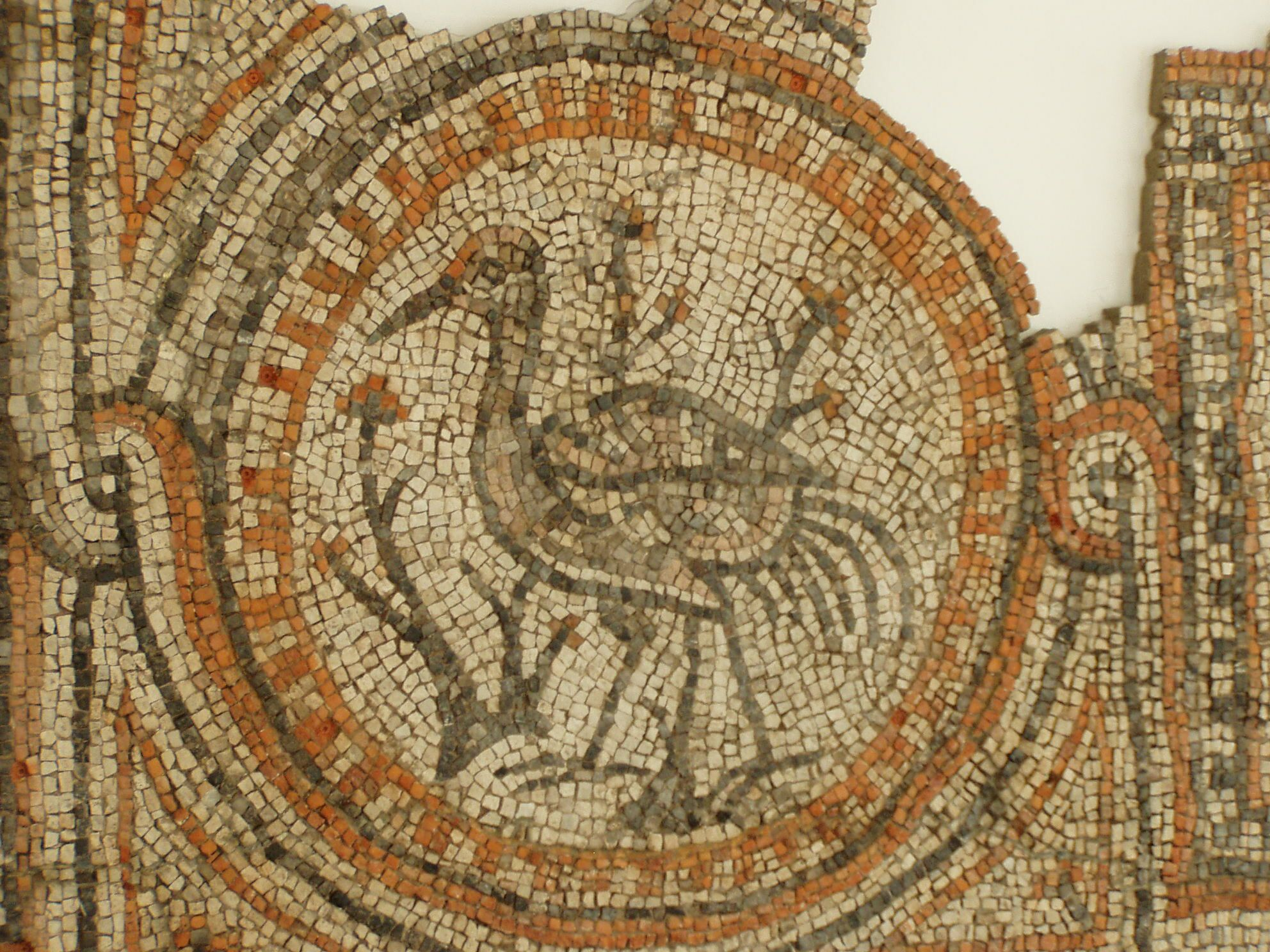
Detail des Mosaiks aus der Westhälfte.

Die Gemeindekirche besitzt einen rechteckigen Grundriss von 21,6 Metern Länge und 8,5 Metern Breite. Sie diente der Eucharistiefeier. Im Westen ist ein Narthex vorgelagert, der Vorraum für die Ungetauften. In der Osthälfte liegt das erhöhte Presbyterium mit der halbrunden Priesterbank. Das Presbyterium besaß wahrscheinlich einen Boden aus Steinplatten, die jedoch nicht erhalten sind. In der Achse vor der Priesterbank muss sich der Altar befunden haben, von dem jedoch keine Reste gefunden wurden. Das Presbyterium war von Marmorschranken abgeschlossen, die zu den seitlich gelegenen Stufen und zur Solea hin geöffnet waren. Die Solea ist ein erhöhter Gang entlang der Längsachse der Kirche, der vom Presbyterium bis zur Kirchenmitte führt. Ob sich auf der Solea ein Pult für die Lesung befand oder ob sie mittels Stufen dem Einzug der Priester diente, konnte aufgrund des schlechten Erhaltungszustands nicht rekonstruiert werden. Der Boden des Saales war mit Mosaiken ausgelegt, die 140 m² umfassten. Rund 40 m² sind erhalten und befinden sich heute im Museum in Globasnitz. Alle Mosaiken auf dem Hemmaberg sind fünffarbig, die schwarzen, grauen, weißen und rosafarbenen Steinchen bestehen aus Kalkstein, die roten sind aus Ziegeln gefertigt.
Die Westhälfte zeigt Vogelmotive in Flechtbandschlingen, die Kreise und Quadrate bilden. Dargestellt sind Kraniche, die bei den Kirchenvätern als Symbol für Ordnung, Wachsamkeit und Gemeinschaftssinn gelten, sowie verschiedene Wasservögel. Diese werden als Anspielung auf das Paradies interpretiert. Beiderseits der Solea war der Boden mit sternförmigen Blütenornamenten versehen. An den Presbyteriumskanten befand sich ein Peltenornament, um die Priesterbank ein Weinrankenmotiv.
Im Osten an die Kirche schließt sich eine kleine Sakristei an, die sowohl von außen als auch von der Kirche betreten werden konnte. An der Nordwand der Kirche befindet sich eine Zisterne mit schräg abfallendem Boden. Der Estrich besteht aus Ziegelsplitt.

#### Memorialkirche

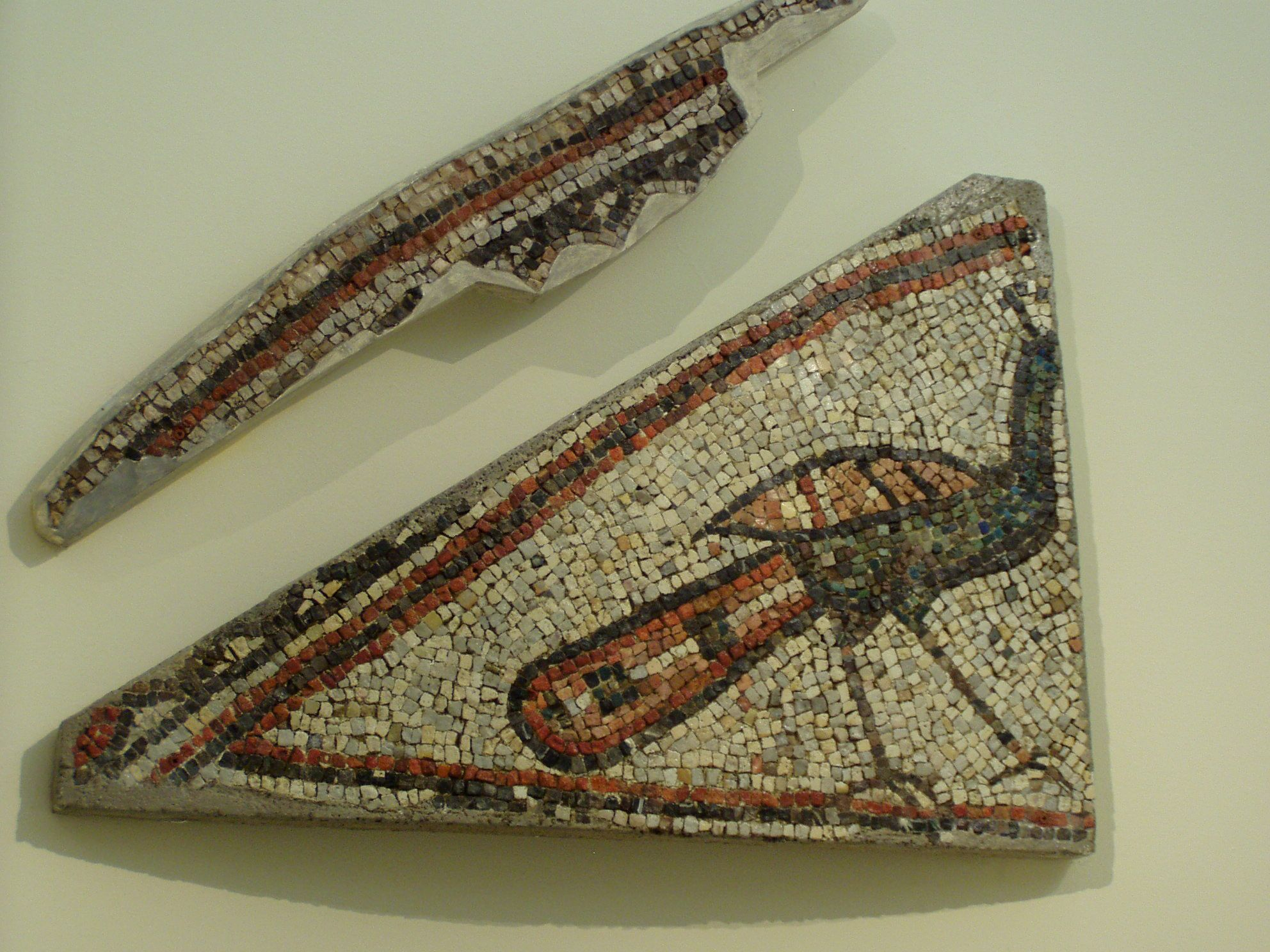
Pfauen-Mosaik aus der Apsis.

Die zweite Kirche liegt auf einem etwas tieferen Niveau und ist ein rechteckiger Saal von 16,8 Meter Länge und 8 Meter Breite. Im Osten schließt eine 3,9 Meter tiefe Apsis an. Im Westen ist ein Narthex vorgebaut. In dieser Kirche war nur die Apsis mit einem Mosaik geschmückt. Teile davon mit einem Kreisschlingenrapport, einem Pfau und Resten einer Stifterinschrift sind erhalten. Für den Pfau wurden Glasflusssteinchen in verschiedenen Blautönen verwendet. Der übrige Kirchenboden bestand aus einem Ziegelsplittestrich. Die Priesterbank erhebt sich vor der Sehne der Apsis. In der Apsismitte befindet sich eine Grube, die ein Reliquiar enthalten haben dürfte. Ein Reliquiengrab könnte die Hervorhebung der Apsis durch das Mosaik wie auch den Pfau als Ewigkeitssymbol erklären. Südlich der Apsis außerhalb der Kirche sowie seitlich des Presbyteriums in der Kirche befinden sich zwei Gräber. In ersterem war eine Frau bestattet, möglicherweise eine Stifterin, im zweiten wird aufgrund der Lage ein Priester vermutet. Durch Stufen an der Südseite gelangt man von der Kirche in die Grabkapelle. Im Frühchristentum war die Reliquienverehrung besonders durch Ambrosius, den Bischof von Mailand, gefördert worden. Ein Grab in der Nähe eines Märtyrers galt als Garantie für die Auferstehung. Die Kirche wird daher als Memorialkirche (Gedächtniskirche) angesprochen. In solchen Kirchen wurde ausschließlich die Firmung gespendet, weshalb diese Kirche früher als Bischofskirche bezeichnet wurde.

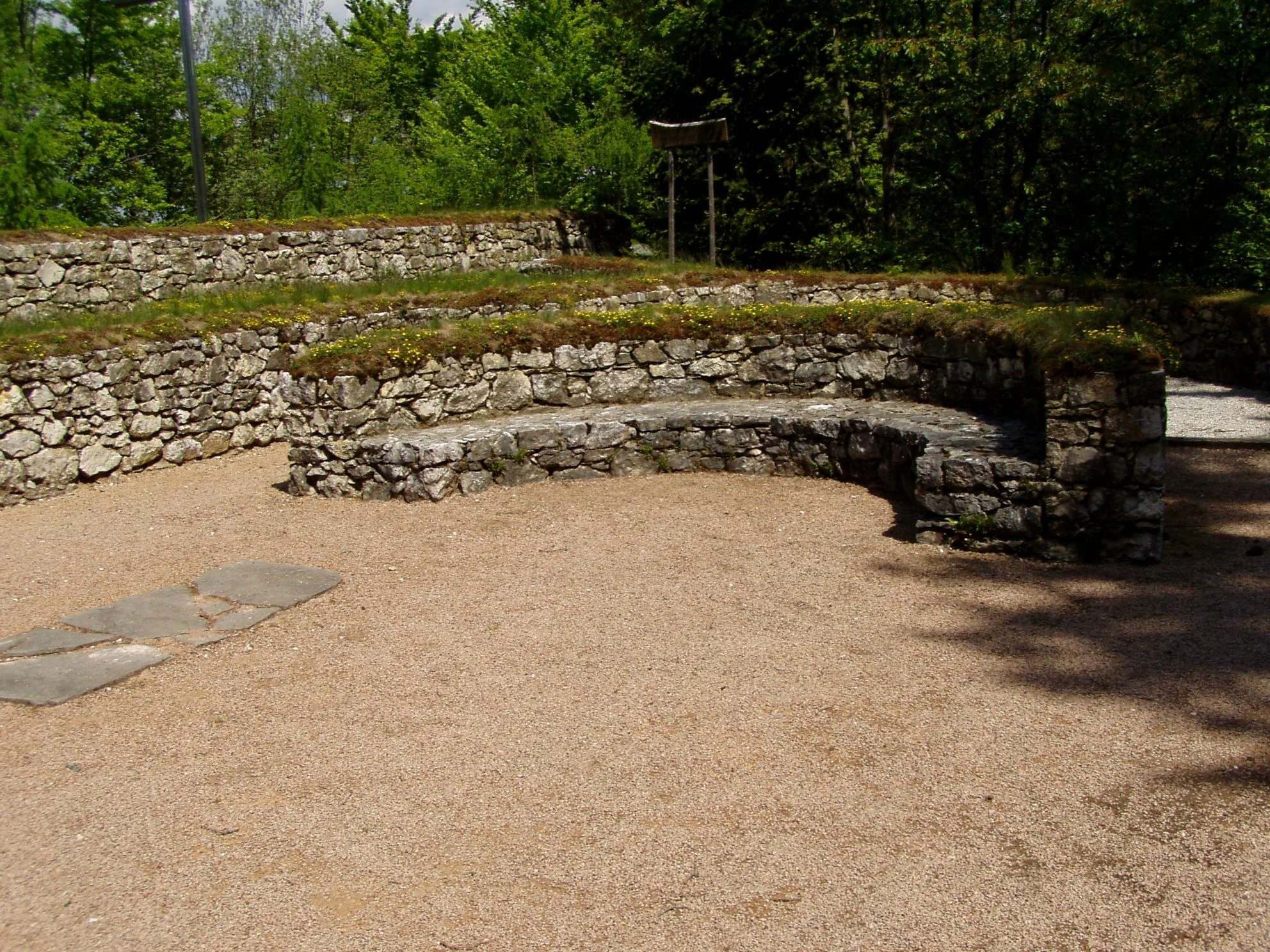
Priesterbank der Memorialkirche
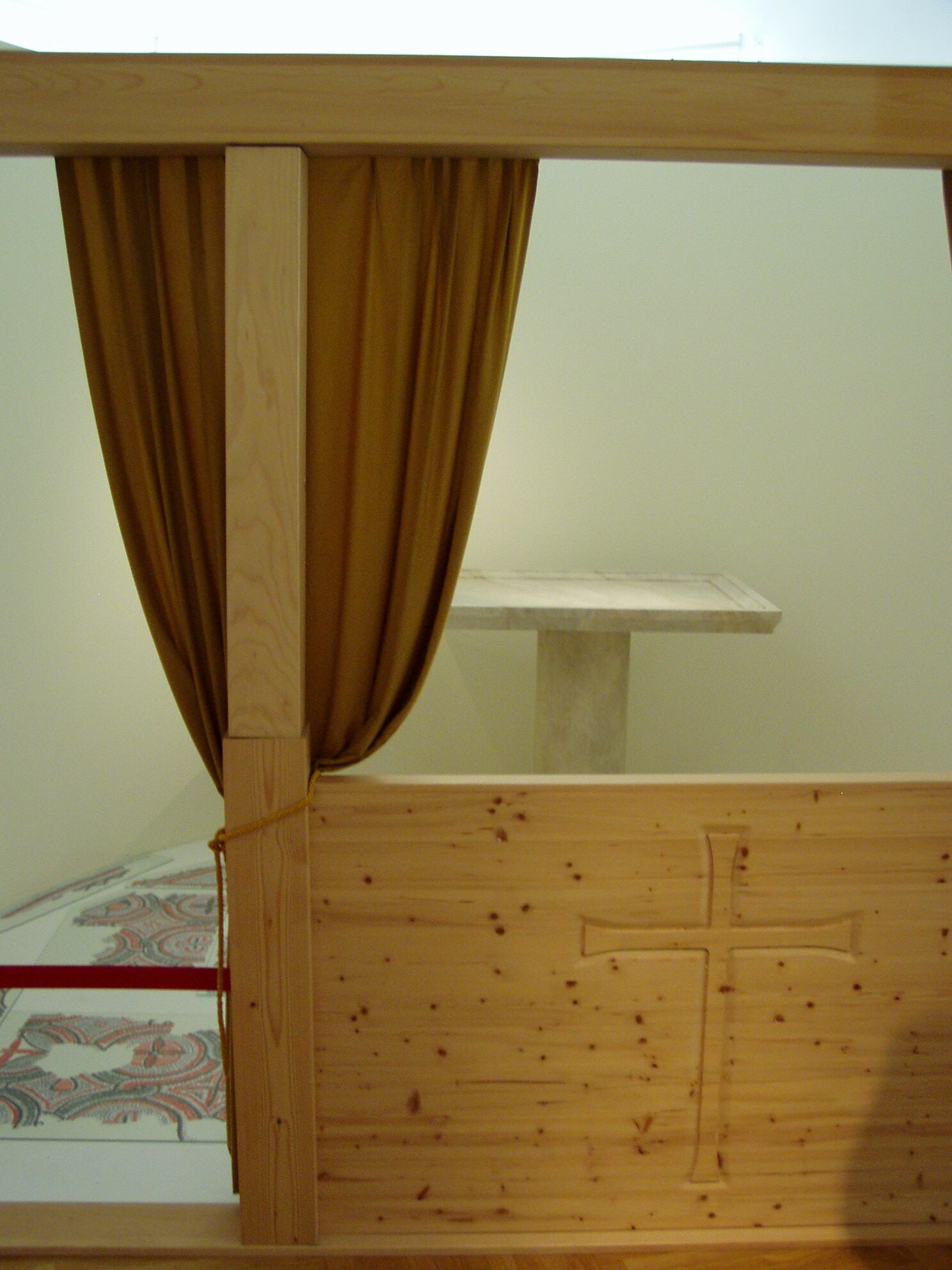
Rekonstruktion Altarraum
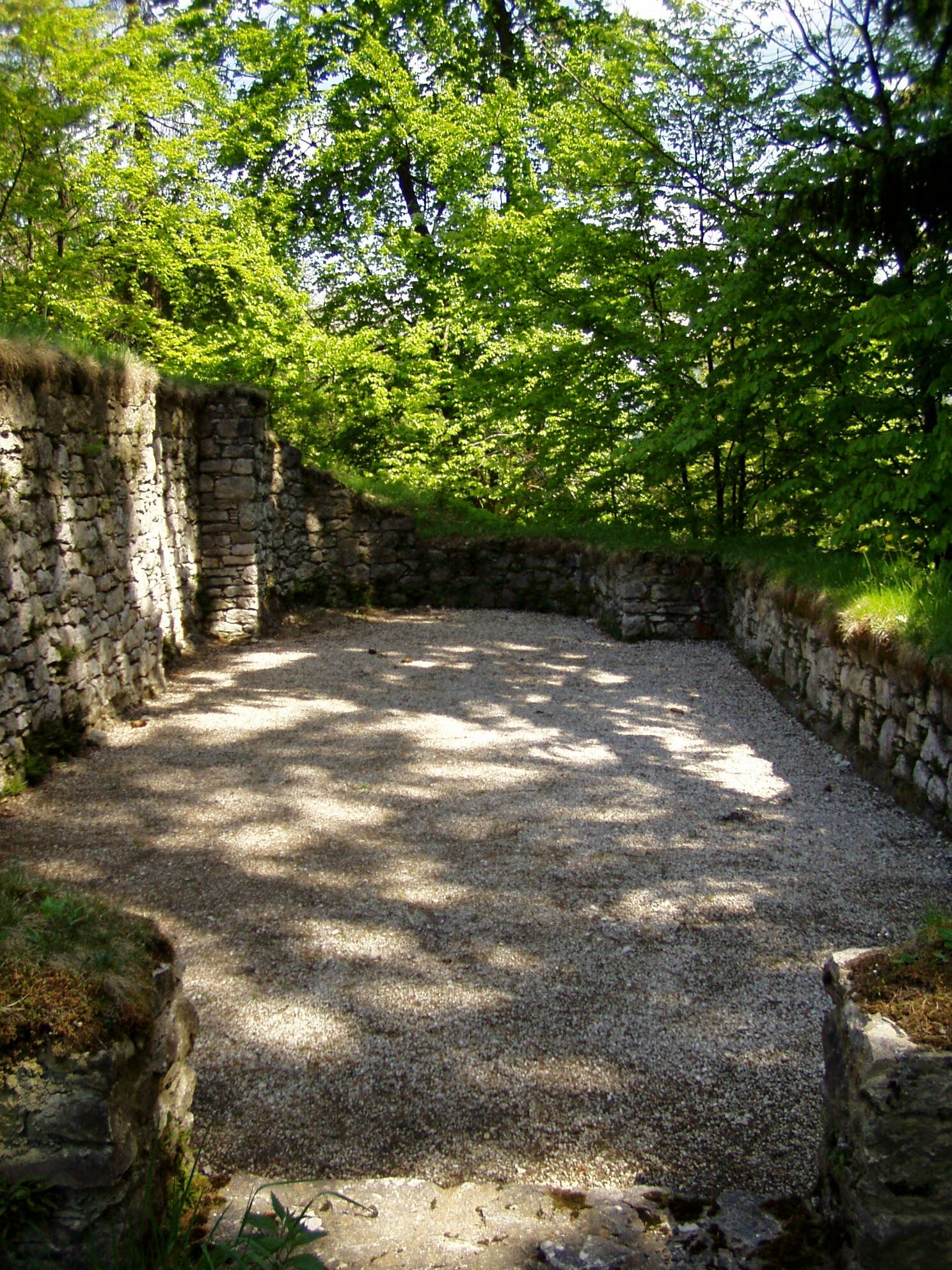
Stifterkapelle
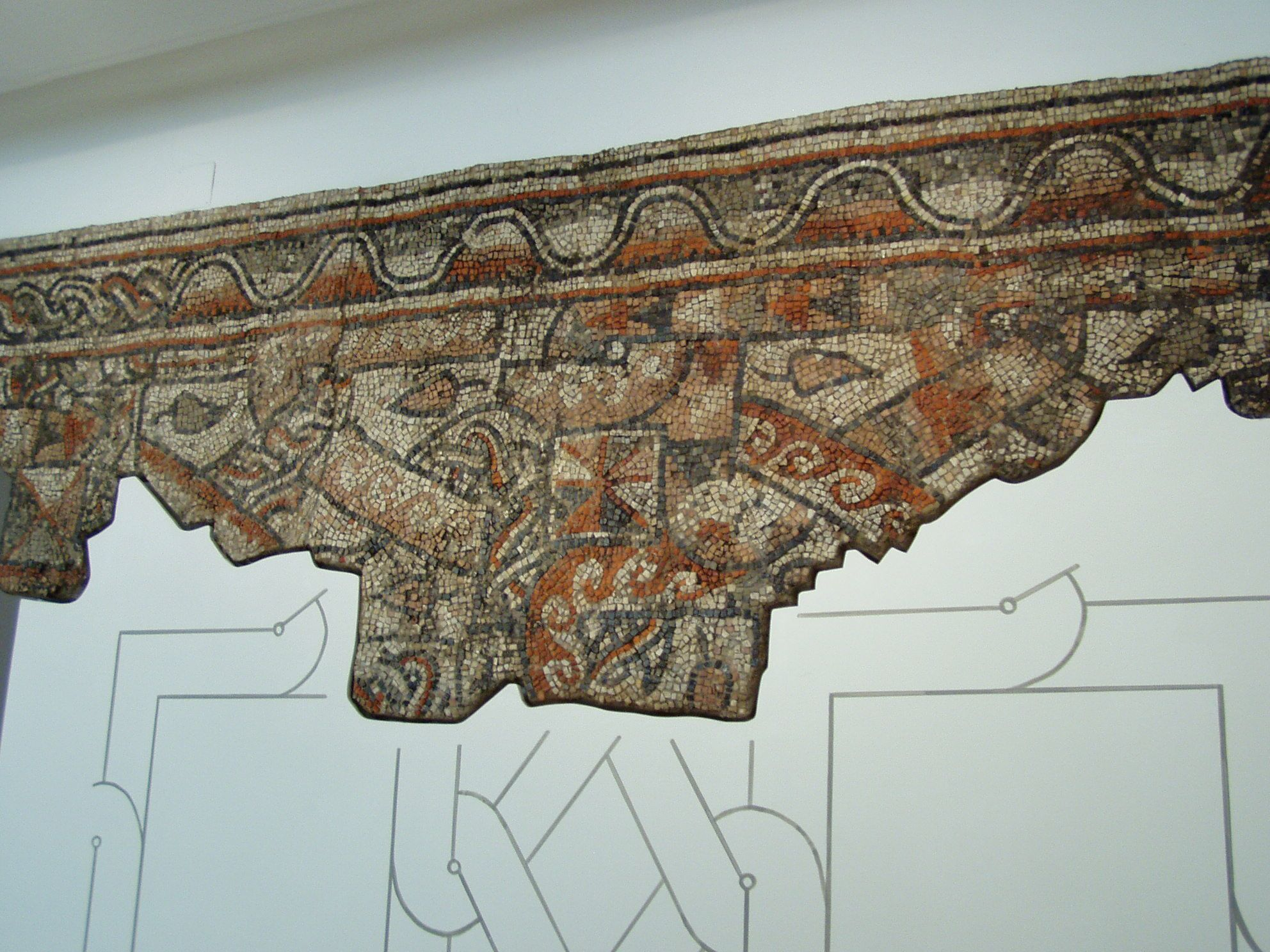
Mosaik aus Stifterkapelle

Die im Süden an die Memorialkirche anschließende Kapelle wiederholt in kleinerer Form bei 8,5 × 3,9 Metern den Grundriss der Memorialkirche. Sie war mit einem Mosaik ausgestattet und wurde wahrscheinlich gleichzeitig mit der Kirche errichtet. Das Mosaik zeigt sich verknotende Flechtbandstreifen, in die als einzelne Motive gestaffelte Dreiecke, zweisträngige Flechtbänder und der „laufende Hund“ eingeschrieben sind. Die Flechtbandstreifen ergeben dabei große und kleine Quadrate. Die kleinen Quadrate sind durch sternförmige Linien unterteilt. Die größeren Quadrate waren nicht gut genug erhalten, um den Inhalt zu rekonstruieren, möglicherweise enthielten sie Vogeldarstellungen oder Inschriften. Als Füllornament ist ein Efeu-Blatt auf weißem Grund verwendet, wie es etwa auch in der Kirche S. Eufemia in Grado auftritt. Efeu-Blätter waren seit der Kaiserzeit ein typisches Merkmal oberitalischer Werkstätten.

#### Baptisterium

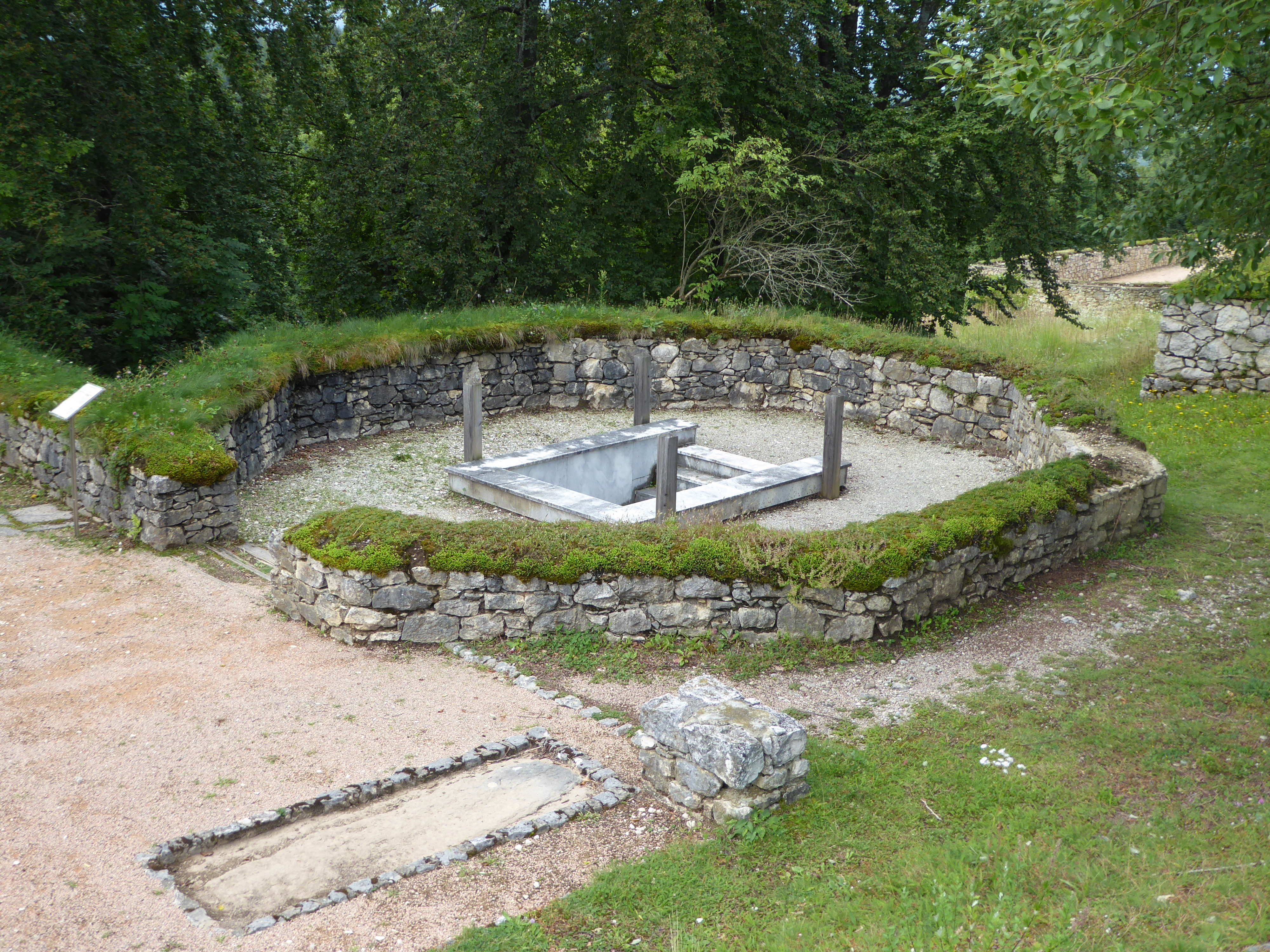
Baptisterium

Westlich der Memorialkirche befindet sich ein achteckiges Baptisterium. Die beiden Bauten waren wahrscheinlich durch ein Atrium verbunden, der Boden ist mit einem Estrich versehen und es finden sich Spuren von Pfosten, die ein Pultdach getragen haben könnten. Das Baptisterium misst in den Achsen 7,2 und 6,8 Meter. Links und rechts vom Eingang befinden sich an der Außenseite im Atriumsbereich zwei Gräber. Im nördlichen, von dem noch die Marmorplatte erhalten ist, lag das Skelett eines Mannes mit einem als Berührungsreliquie gedeuteten Glasfläschchen an der Schläfe. In einer Ecke des Grabes war ein Kind nachbestattet. Im Zwickel zwischen Atrium und Baptisterium fanden die Ausgräber ein drittes, stark gestörtes Grab.
Der Boden des Baptisteriums war mit einem Mosaik versehen, das durch Flechtbandschlingen in trapezförmige Flächen gegliedert ist. Sechs davon zeigen verschiedene Ornamente, zwei sind mit Darstellungen von Enten und Pfauen versehen.

### Westliche Doppelkirche

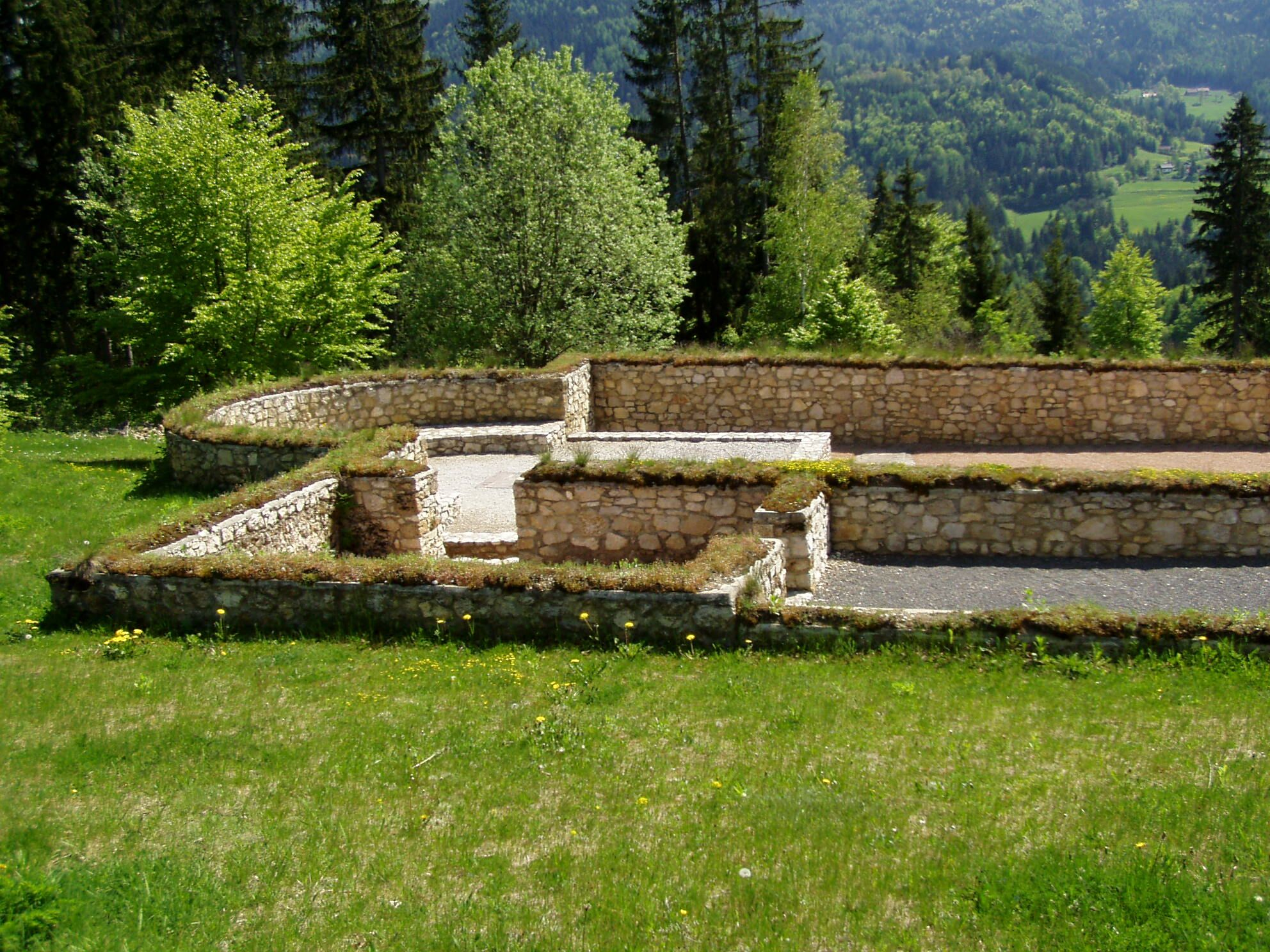
Sakristei (Vordergrund) und Presbyterium der Gemeindekirche.

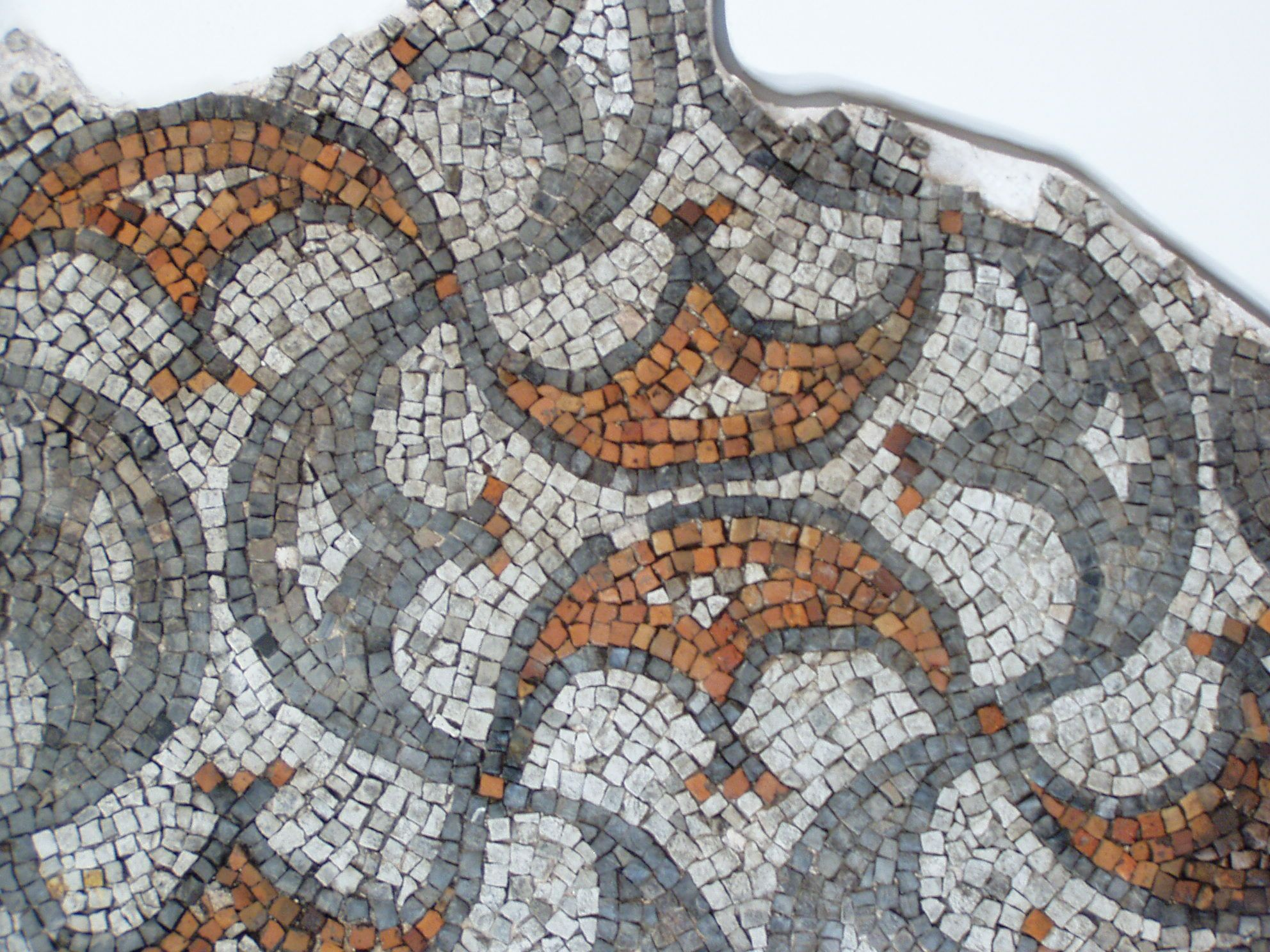
Detail des Peltenmosaiks der Gemeindekirche.

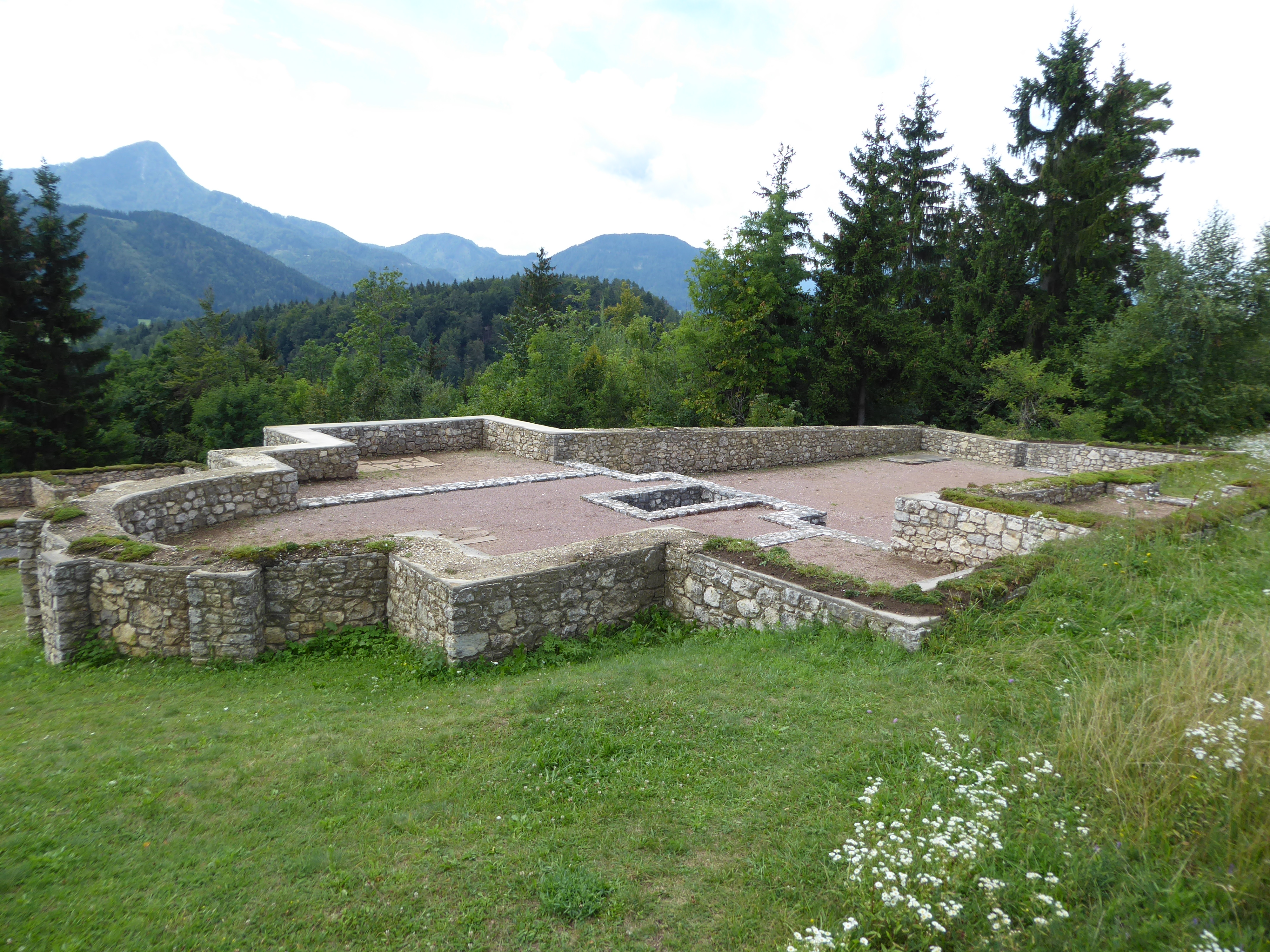
Taufkirche

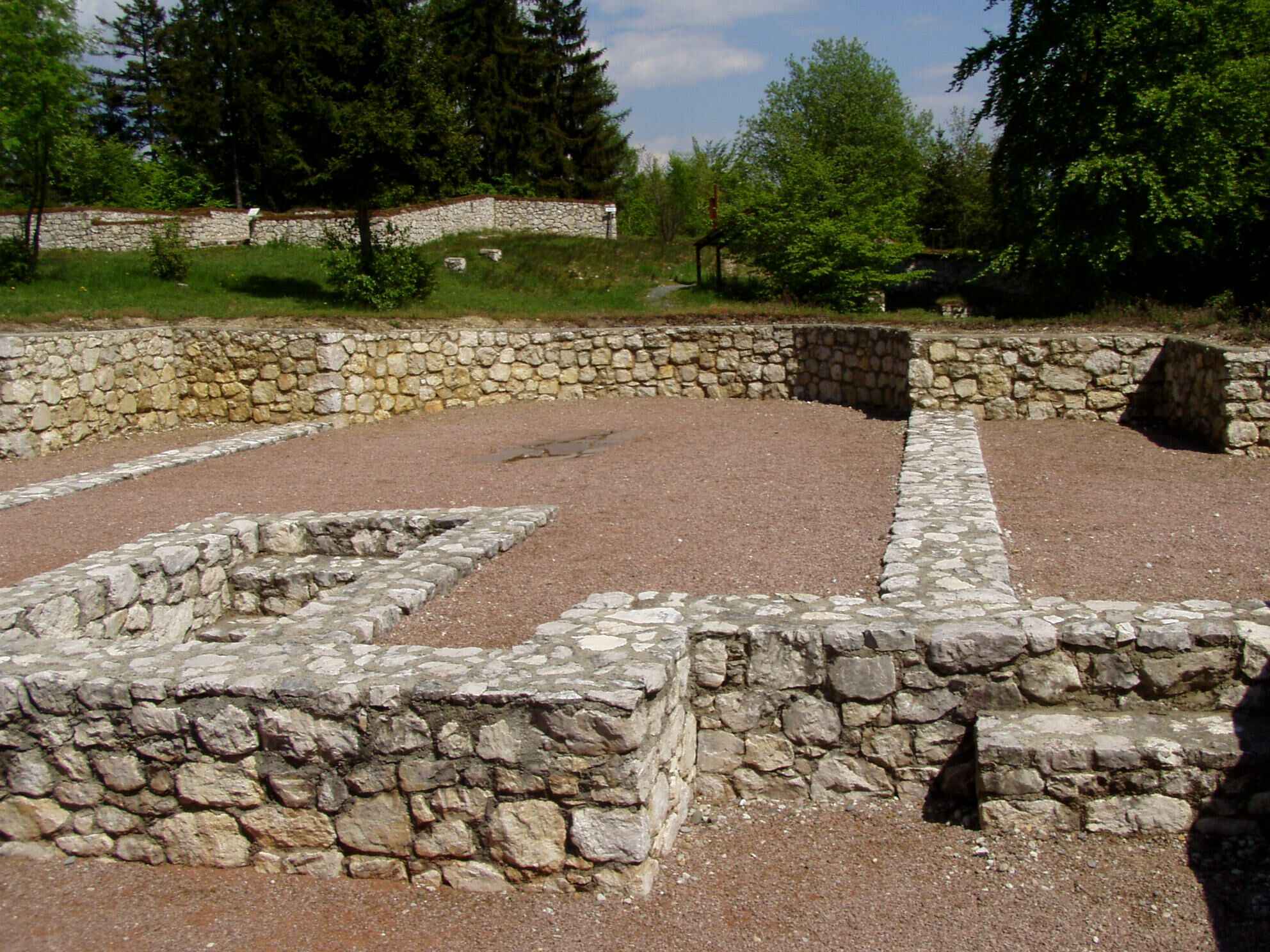
Presbyterium der Taufkirche mit Taufbecken.

Die westliche Doppelkirchenanlage entstand zeitgleich mit der östlichen und lag etwa 25 Meter von dieser entfernt. Auch hier mussten rund 200 Kubikmeter Erde angeschüttet werden, um einen ebenen Boden für die Kirchen zu erhalten.

#### Gemeindekirche
Die südliche Kirche ist eine Apsidenkirche von 29,3 Meter Länge und 9,55 Meter Breite. An der Westseite sind ein Narthex und ein Portalbau vorgelagert. An die innere Apsiswand war die Klerusbank angebaut. Das Presbyterium ist erhöht und war als einziger Teil der Kirche mit fünffarbigem Mosaik geschmückt: geometrische Muster aus Halbkreisen (Pelten) in der Apsis sowie Rauten und Dreiecke mit Füllornamenten vor der Apsis. Als Füllornament diente das gleiche Blattmotiv wie in der östlichen Doppelkirche. An der Stelle des einstigen Altars sind etliche Details der Reliquiengrube erhalten geblieben: drei senkrecht stehende Marmorplatten trugen die Basisplatte der Mensa, die Westseite war offen. In den zwei gegenüberstehenden Platten ist an der Innenseite je ein Kreuz eingemeißelt.
In dieser Grube stand eine Marmorkiste, die aus einem älteren bearbeiteten Block hergestellt worden war. Sie ist ebenfalls mit Kreuzen versehen und wurde im Jahre 1992 bei der archäologischen Untersuchung der insgesamt fünf historischen Kirchen des Pilgerheiligtums am Hemmaberg gefunden. In der Kiste befand sich ein, allerdings zerstörter, Reliquienschrein. Neben den Fragmenten des Schreins wurden bei der Ausgrabung ein silberner Fingerring und die Gebeine einer Märtyrerin geborgen. Die Frau hatte einen verheilten Schlüsselbein- und Wirbelbruch, durch den sie gelähmt war. Der Großteil des Schädels und eine Beckenschaufel fehlten. Die Untersuchung ihrer Knochen ergab, dass die am Hemmaberg verehrte Frau in der Zeit der frühen Christenverfolgungen in der Region gelebt hatte und im 1. oder 2. Jahrhundert verstorben war. Damit handelt es sich bei dem Fund um „die älteste Heilige Österreichs“.
Die Ausarbeitung des Reliquienschreins lässt auf eine Herkunft aus dem östlichen Mittelmeerraum, besonders aus Syrien oder Zypern, schließen: Es ist ein kleiner Sarkophag mit einem dachartigen Deckel, an dessen Ecken und Längsseiten Akrotere ausgearbeitet sind. Sie weisen ein Kreuz auf vor rauem Hintergrund, der ursprünglich mit rotem Stuck versehen war. Auf diese Art wurden Steineinlegearbeiten nachgeahmt (Champlevé-Technik). Die Gebeine der Märtyrerin wurden 2004 unter dem neuen Volksaltar der Kirche Hl. Hemma und Dorothea beigesetzt.
Das Presbyterium war wahrscheinlich mit Holzschranken abgegrenzt. Innerhalb und außerhalb der Kirche befinden sich mehrere Gräber. Unter dem Boden wurden Estrichreste und ein Heizkanal freigelegt sowie Kleinfunde geborgen, darunter ostmediterrane und nordafrikanische Sigillata und eine alamannische Bügelfibel. Von der Nordseite des Presbyteriums gelangt man in die Sakristei, von dieser nach Westen in eine langgestreckte Halle, die an die Kirchennordseite angebaut ist. Das nördliche Hallenfundament diente vermutlich als Fundament für Holzstützen.

#### Taufkirche
Die nördliche Apsidenkirche war 24,2 Meter lang und 13,5 Meter breit. Sie ist gegenüber der südlichen Kirche nach Westen verschoben. Auch der Grundriss ist aufgrund der Hanglage leicht verschoben. Die Kirche hat eine einspringende, nicht die Breite des Langschiffs aufweisende Apsis und Querannexe, die einem Querschiff ähneln. Der Grundriss ist daher kreuzförmig. Das östliche Drittel liegt auf einem höheren Niveau, zwei Treppen an Nord- und Südwand führen hinauf. Am Westrand befindet sich ein Taufbecken, eine Piscina. Die Kirche diente der Taufe und der Firmung.
Der Narthex im Westen liegt etwas tiefer als das Kirchenschiff, jedoch auf gleicher Höhe wie die Halle, die sich an der Südwand der Kirche anschließt. Der Zugang zur Kirche erfolgt von der Südseite des Narthex. Im Kirchenschiff wie im Narthex befinden sich Gräber.

### Gipfelplateau
Bei Ausgrabungen im Umfeld der heutigen Wallfahrtskirche St. Hemma und St. Dorothea, konnte nachgewiesen werden, dass die heutige Kirche auf einem Vorgängerbau des 6. Jahrhunderts errichtet wurde. Weitere Gebäudereste zeigen eine dichte Verbauung des Areals in der Spätantike. Ältere Funde und Befunde verweisen auf ein römisches Heiligtum und eine Besiedelung des Hemmabergs in der Bronzezeit.
Überregionale Berichterstattung kam dem Fund von Grab 6 zuteil, welches sich parallel zur Nordwand der heutigen Wallfahrtskirche befand. Grab 6 ist eine aus dem 6. Jahrhundert stammende Bestattung eines fränkischen Mannes, welcher an seinem linken Bein mit einer hölzernen Prothese ausgestattet war. Es handelt sich dabei um die bisher älteste nachgewiesene Prothese Europas.

## Wallfahrtskirche

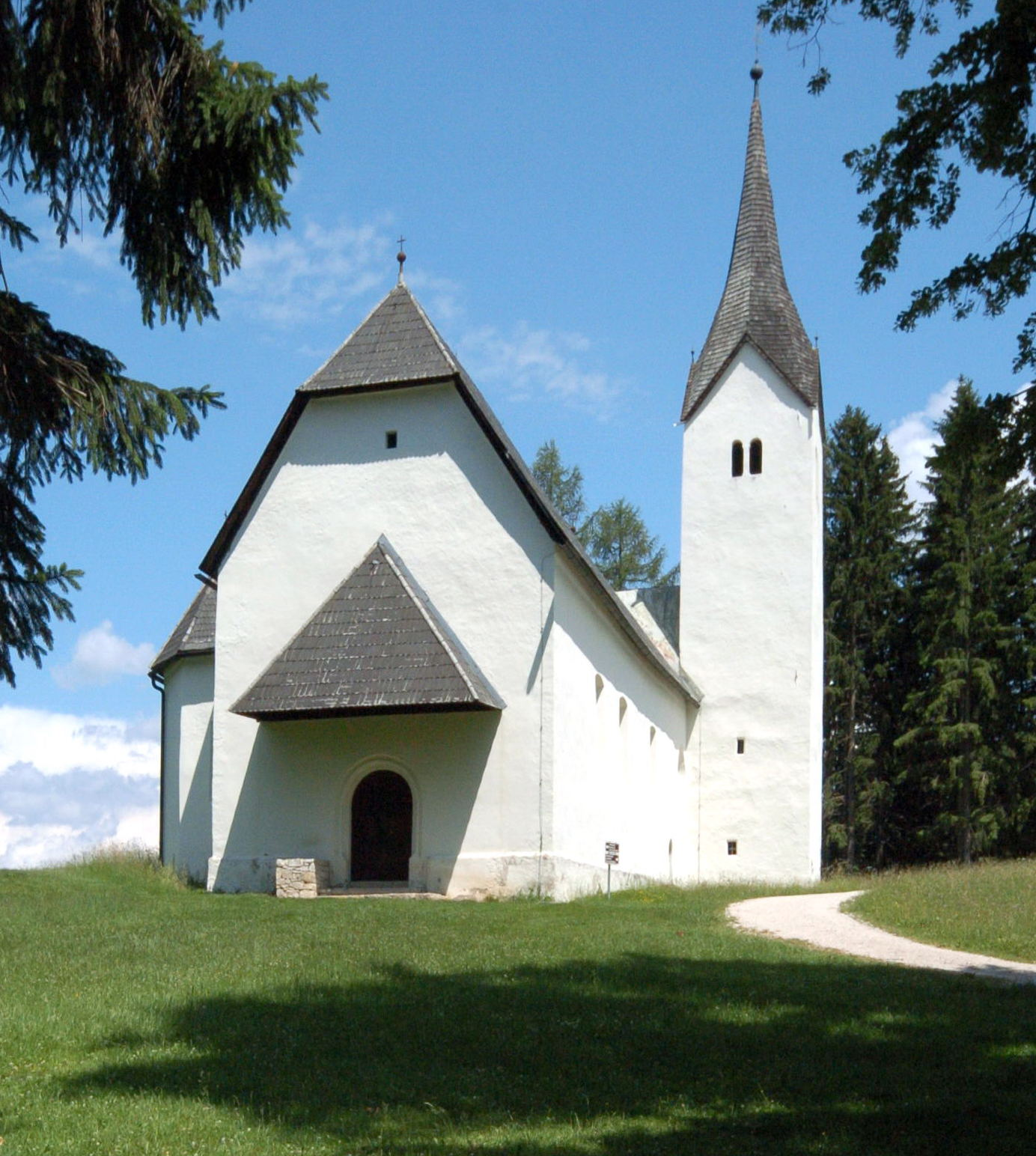
Filial- und Wallfahrtskirche Hl. Hemma und Hl. Dorothea

Die Filial- und Wallfahrtskirche der heiligen Hemma (Patrozinium 27. Juni) und Dorothea (Patrozinium 6. Februar) befindet sich nordwestlich der Ausgrabungen an der höchsten Stelle des Plateaus. Sie wurde urkundlich belegt zwischen 1498 und 1519 erbaut. Auf diesen spätgotischen Bau gehen noch der polygonale Chor und der östliche Teil des Langhauses zurück. Im Westen befindet sich der barocke Erweiterungsbau aus der zweiten Hälfte des 17. Jahrhunderts. Möglicherweise ist auch dieser Teil älter und wurde nachträglich barockisiert. Der Turm an der Südseite trägt einen geschweiften Spitzhelm. An der Langhausnordseite wurde eine polygonal schließende barocke Kapelle angebaut, die 1681 geweiht wurde. Das Westportal ist spätgotisch, profiliert und rundbogig. Als Schwelle dient ein römisches Gesimsbruchstück. Im Turm befindet sich eine Grabinschrift für C. Secundinius Secundus, Bürgermeister von Celeia, und seine Gattin Materna.
Das Langhaus ist fünfjochig und besitzt barocke Gewölbe. Bei den drei westlichen Jochen handelt es sich um Tonnengewölbe mit Stichkappen, bei den beiden östlichen um Kreuzgratgewölbe. Der Chor besitzt einen 5/8-Schluss und ein Netzrippengewölbe auf runden Wandpfeilern. Die Sakristei befindet sich im Turmerdgeschoß und besitzt ein spätgotisches Sakristeiportal. Im Chor und im östlichen Langhausjoch befinden sich spätgotische Maßwerkfenster. Die Sternrippengewölbe des Chores wurden 1619 mit Darstellungen der vier Evangelisten und der vier Kirchenväter in Seccomalerei ausgeschmückt. An der Nordwand des Schiffes ist die Auferstehung Christi dargestellt, an der Ostseite das Jüngste Gericht. Im Langhaus befinden sich Bilder, die Szenen aus der Legende der Heiligen Hemma darstellen.
Der Hochaltar und die beiden Seitenaltäre stammen von 1662, die Statuen des Hochaltars aus dem 19. Jahrhundert. Das linke Altarblatt zeigt die Heiligen Bartholomäus und Christophorus, das rechte Urban und Erasmus. Zwei weitere Seitenaltäre sowie der Altar in der Kapelle stammen aus dem späten 17. Jahrhundert.
2004 wurde der Volksaltar von Boris und Aleksander Čipan gestaltet. Sie verwendeten dabei Teile aus der spätantiken nördlichen Kirche der westlichen Doppelanlage: Steinplatten mit eingraviertem Kreuz, die Steinkiste und eine Rekonstruktion des Reliquienschreins, in dem die Gebeine der Heiligen beigesetzt sind.
In der Kirche befindet sich der bereits beschriebene Weihealtar für Iovenat.

## Rosaliengrotte

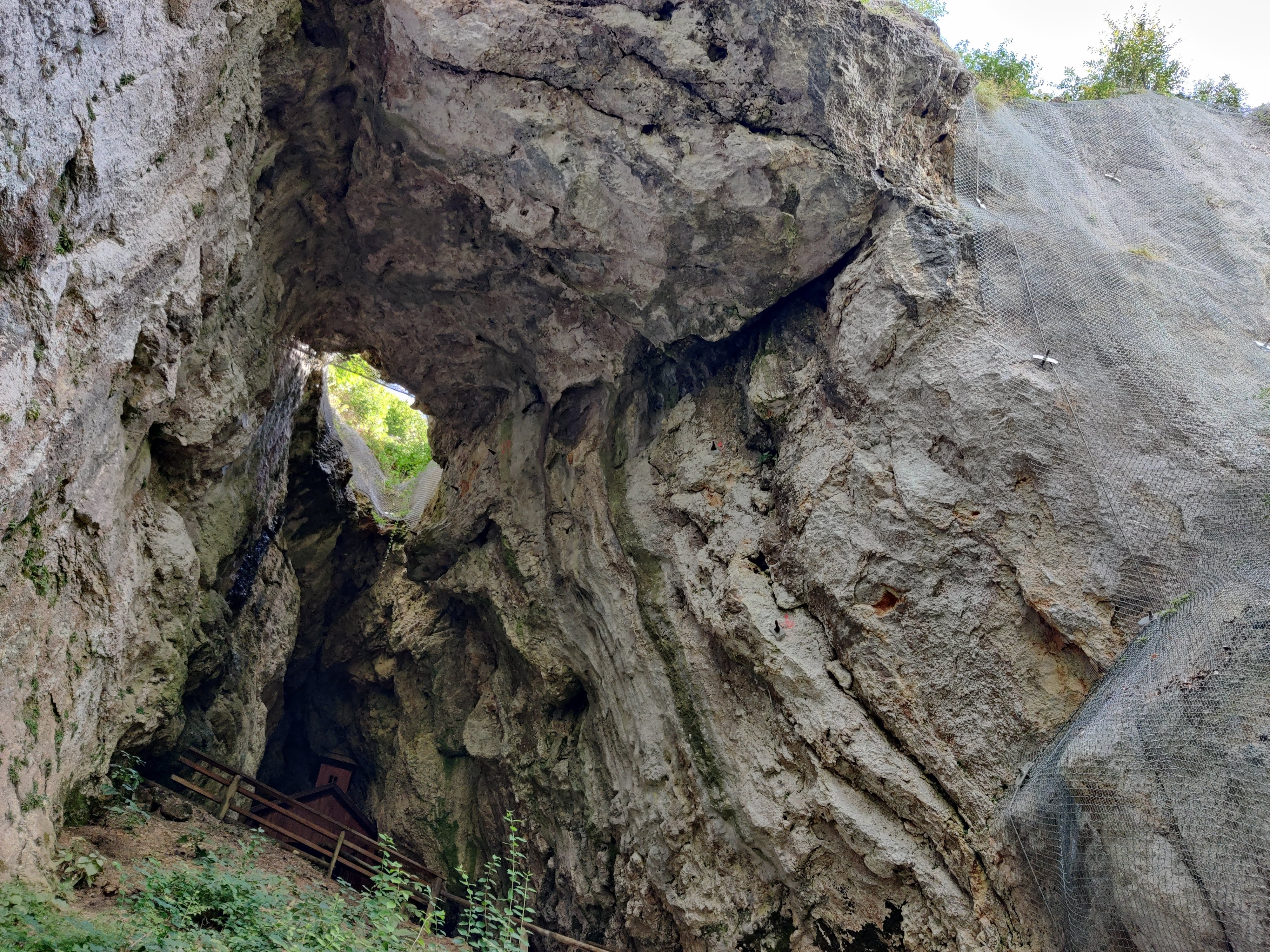
Rosaliengrotte

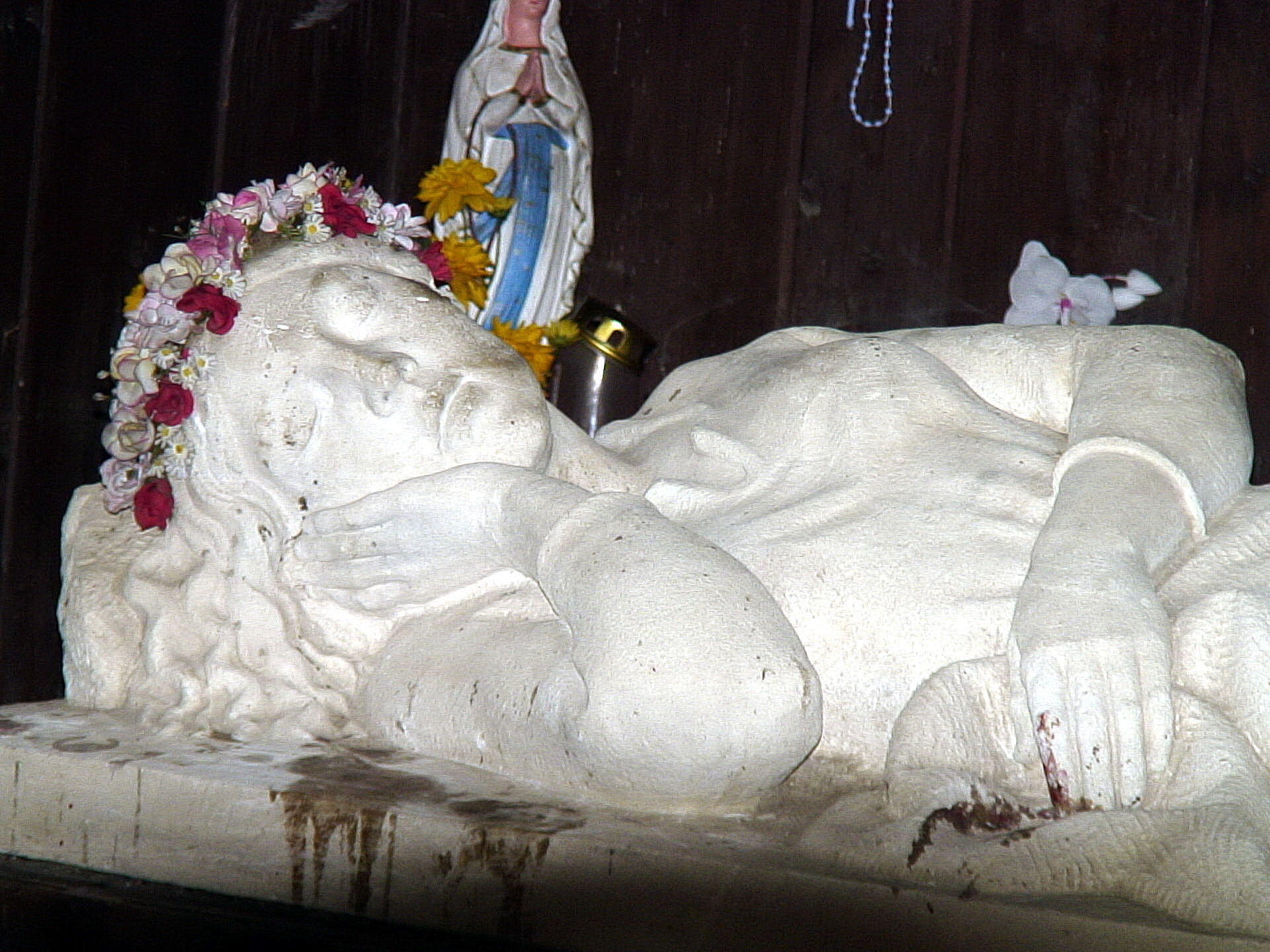
Heilige Rosalia

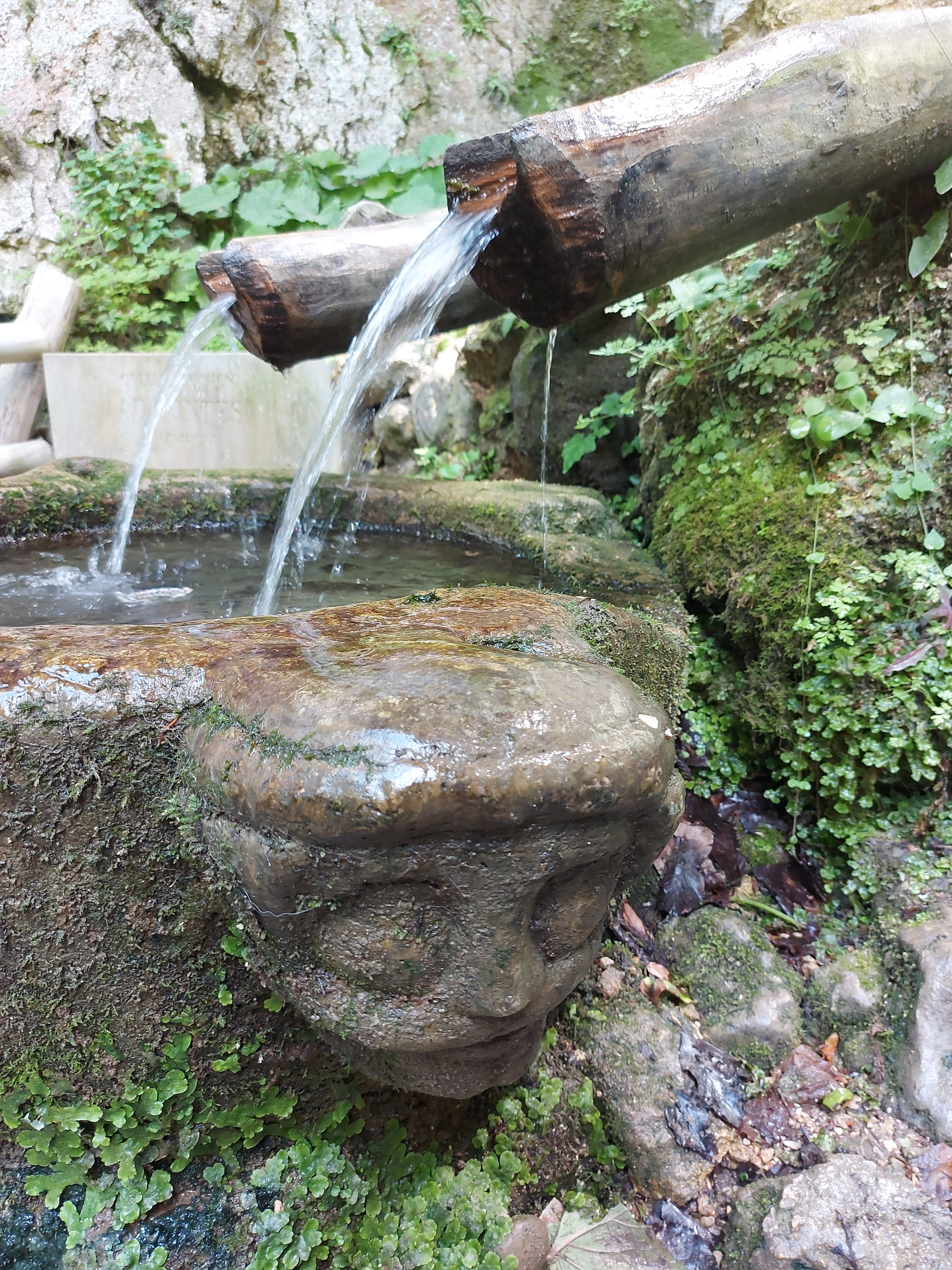
Rosaliengrotte – Brunnenbecken

In der Rosaliengrotte etwas unterhalb der antiken Siedlung entspringt eine borhaltige Quelle. Eine ähnliche keltisch-römische Konstellation ist von dem Gutenborn bei Kindsbach bekannt. Die Quelle diente der spätantiken Siedlung zur Wasserversorgung, sie fließt heute noch. In der Grotte befindet sich die Rosalienkapelle.
1669 wurde in der Grotte eine Statue der heiligen Rosalia aufgestellt, die der Superior von Stift Eberndorf in Marburg hatte anfertigen lassen. 1680 gelobten die Pfarrgemeinden von Eberndorf, St. Kanzian, Stein (= Jaunstein), St. Veit, Gallizien, Sittersdorf und Kappel (= Eisenkappel) die Errichtung einer Kapelle, sollte die Gegend von der Pest verschont bleiben. 1681 wurde die Kapelle in einer Prozession mit 23 Priestern und 1000 Personen eingeweiht.
Die heutige Holz-Kapelle wurde nach einem Brand 1926 errichtet. Der Entwurf für die Statue der heiligen Rosalia stammt von Switbert Lobisser, ausgeführt wurde sie vom Südtiroler Bildhauer Stefan Planker, der das Werk allerdings mit den Initialen Lobissers signierte.
An den Felswänden gibt es zahlreiche Bearbeitungsspuren. Sie lassen vermuten, dass die Grotte in der Antike abgemauert war, um das Quellwasser aufzustauen. Wahrscheinlich konnte man über Holzkonstruktionen vom Plateau her, also innerhalb der Befestigungsmauern, in die Grotte gelangen, während der eigentliche Zugang außerhalb lag.